# Stile Luigi XIV

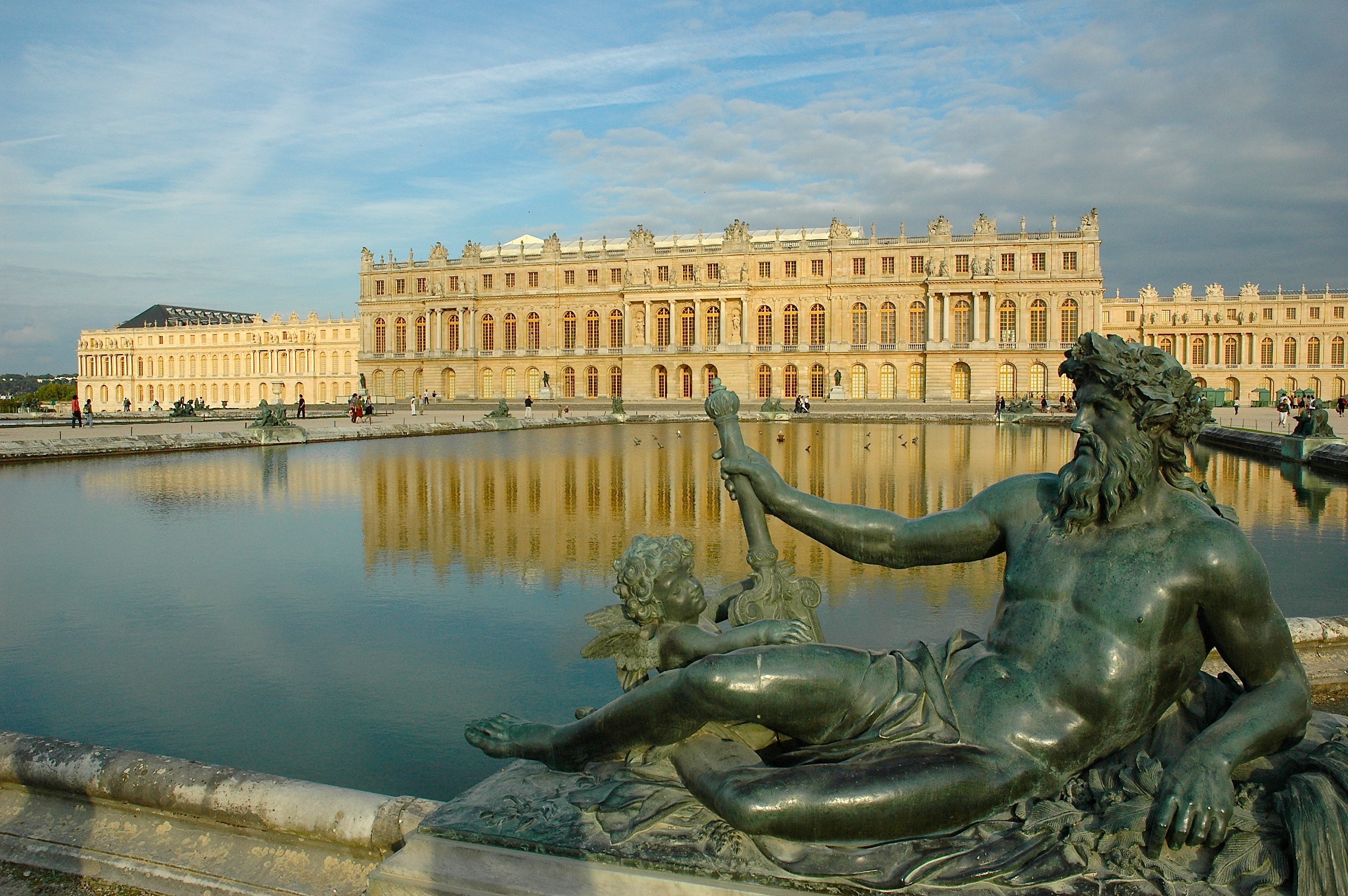
La Reggia di Versailles (1661–1710)

Lo stile Luigi XIV o in francese Louis Quatorze (lwi katɔʁz), chiamato anche classicismo francese, era lo stile architettonico e delle arti decorative che intendeva glorificare la figura di Luigi XIV di Francia e il suo regno. Esso rappresentava la maestà, l'armonia e la regolarità. Divenne lo stile ufficiale nel corso del regno di Luigi XIV (1643–1715), imposto agli artisti dalla nuova Académie royale de peinture et de sculpture e dall'Académie royale d'architecture. Ebbe un'importanza fondamentale sui modelli architettonici prescelti poi da altri monarchi europei, da Federico il Grande di Prussia a Pietro il Grande di Russia. I principali architetti del periodo furono François Mansart, Jules Hardouin Mansart, Robert de Cotte, Pierre Le Muet, Claude Perrault e Louis Le Vau. Tra i monumenti principali si ricordano la Reggia di Versailles, il Grand Trianon di Versailles e la chiesa de Les Invalides (1675–91).
Lo stile Luigi XIV si articola in tre periodi. Nel primo periodo, che coincide con la giovinezza del re (1643-1660) e la reggenza di Anna d'Austria, l'architettura e l'arte vennero ancora fortemente influenzate dal precedente stile Luigi XIII e dal barocco italiano. Questo periodo vide l'inizio del classicismo francese, in particolare nelle prime opere di François Mansart, come il castello di Maisons (1630–51). Durante il secondo periodo (1660-1690), sotto il governo personale del re, lo stile architettonico e decorativo divenne più classico, trionfante, lussuoso ed è degnamente espresso dalla reggia di Versailles, nei progetti dapprima di Louis Le Vau e poi Jules Hardouin-Mansart. Sino al 1680, il mobilio fu massiccio, decorato con profusioni di sculture e dorature. Nell'ultimo periodo, grazie allo sviluppo della marquetrie, i mobili vennero sempre più decorati con differenti colori e differenti legni. Uno dei più noti maestri mobilieri di questo periodo fu indubbiamente André-Charles Boulle. L'ultimo periodo dello stile Luigi XIV, compreso tra il 1690 ed il 1715, è chiamato "periodo di transizione"; esso venne influenzato dalla figura di Hardouin-Mansart e dal progettista per le feste e le cerimonie del re, Jean Bérain il Vecchio. Il nuovo stile si presentava come una forma più leggera e con una maggiore libertà e fantasia di linea, grazie in parte all'uso di ferro battuto come decorazione, come pure l'uso dell'arabesco, della grottesca e dei disegni à coquille che continuarono poi ad essere utilizzati anche nello stile Luigi XV.

## Architettura civile
Il principale modello di architettura civile della prima parte del regno di Luigi XIV e dello stile che da lui prende il nome fu il castello di Vaux le Vicomte (1658), costruito dall'architetto Louis Le Vau per l'allora ministro delle finanze del re, Nicolas Fouquet, e completato nel 1658. Luigi XIV accusò quindi Fouquet di furto, lo imprigionò e sequestrò personalmente il suo castello. Il disegno venne fortemente influenzato dal classicismo di François Mansart. Esso combina una facciata dominata da colossali colonne classiche e dalla presenza di una colonna, elementi importati dall'architettura barocca italiana, con un numero di trovate originali come ad esempio un salone semicircolare che affaccia sui giardini alla francese creati da André Le Nôtre.
Basandosi sul successo avuto da Vaux le Vicomte sul pubblico, Luigi XIV prescelse Le Vau per costruire la sua nuova immensa reggia a Versailles, trasformando quella che ancora era solo una loggia di caccia fatta costruire da Luigi XIII. Questo divenne negli anni successivi un capolavoro in pieno stile Luigi XIV. A seguito della morte di Le Vau nel 1680, Jules Hardouin-Mansart ottenne di poter proseguire il progetto di Versailles; egli ruppe gli schemi delle pittoresche proiezioni e l'idea di una cupola centrale a favore di una facciata più sobria ed uniforme con colonne, tetto piatto balaustrato e l'uso di statue (1681). Utilizzò quindi il medesimo stile per completare anche le altre strutture accessorie alla reggia di Versailles come ad esempio l'orangerie e le scuderie. Hardouin-Mansart costruì il Grand Trianon (completato nel 1687) col medesimo stile con l'intento di farne una reggia più piccola all'interno della reggia ufficiale.
Un altro dei grandi progetti intrapresi da Luigi XIV fu la costruzione dell'ala est del Louvre. Nel 1665 Luigi XIV invitò il famoso scultore e architetto del barocco italiano, Gian Lorenzo Bernini, a presentargli un disegno, ma questo venne rifiutato nel 1667 in favore di una facciata con colonnate più sobrie, presentata da una commissione composta da Louis Le Vau, Charles Le Brun e Claude Perrault.

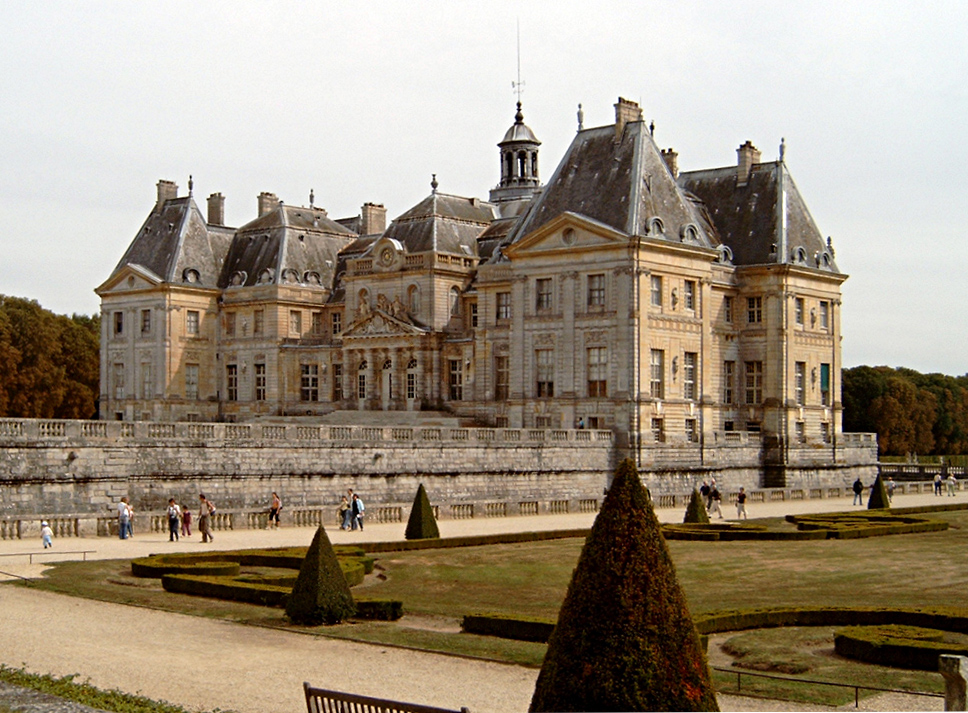
Vaux le Vicomte progettato da Louis Le Vau (1658)
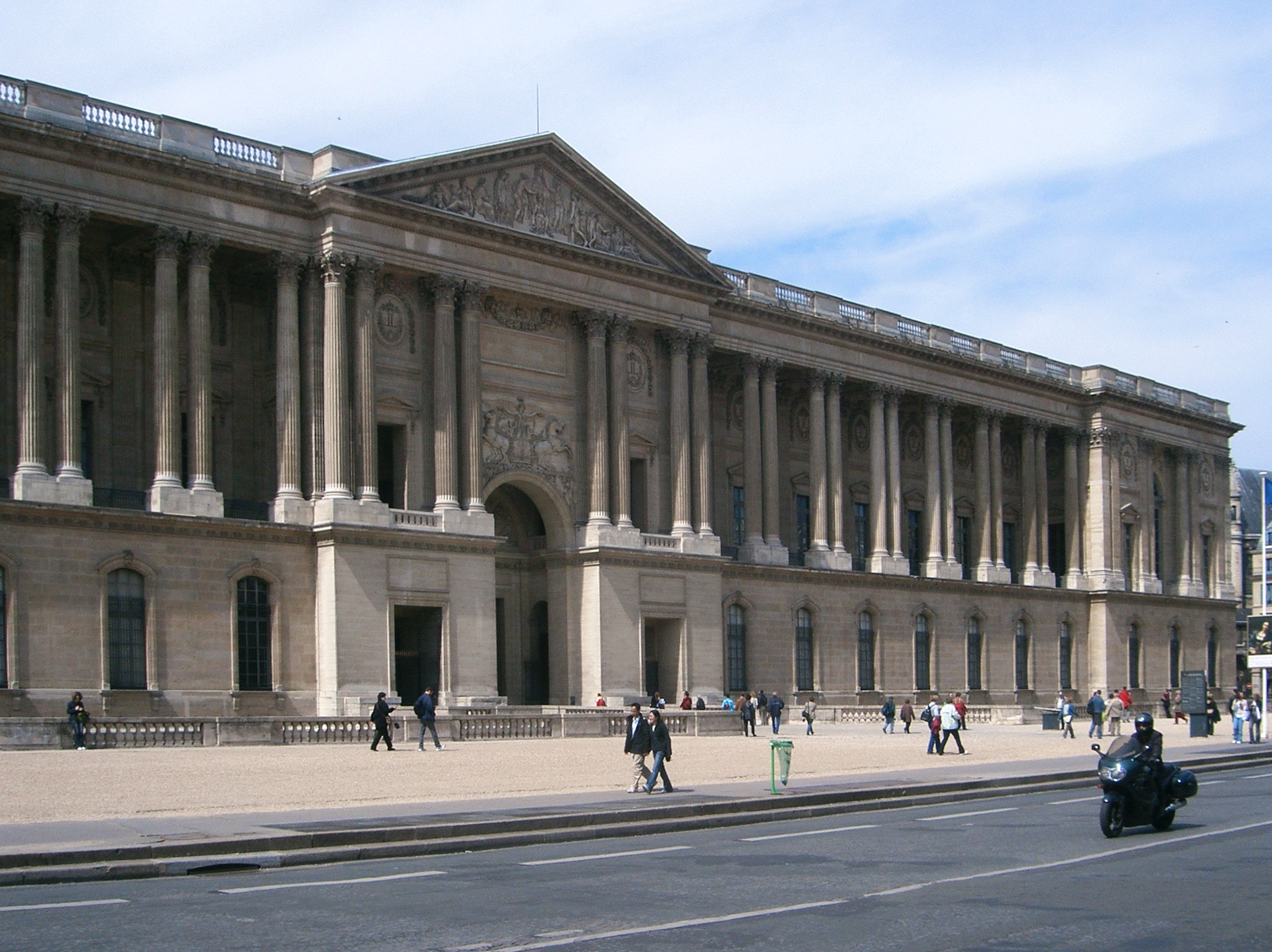
La facciata est del Louvre progettata da Louis Le Vau, Charles Le Brun e da Claude Perrault (1667–1678)
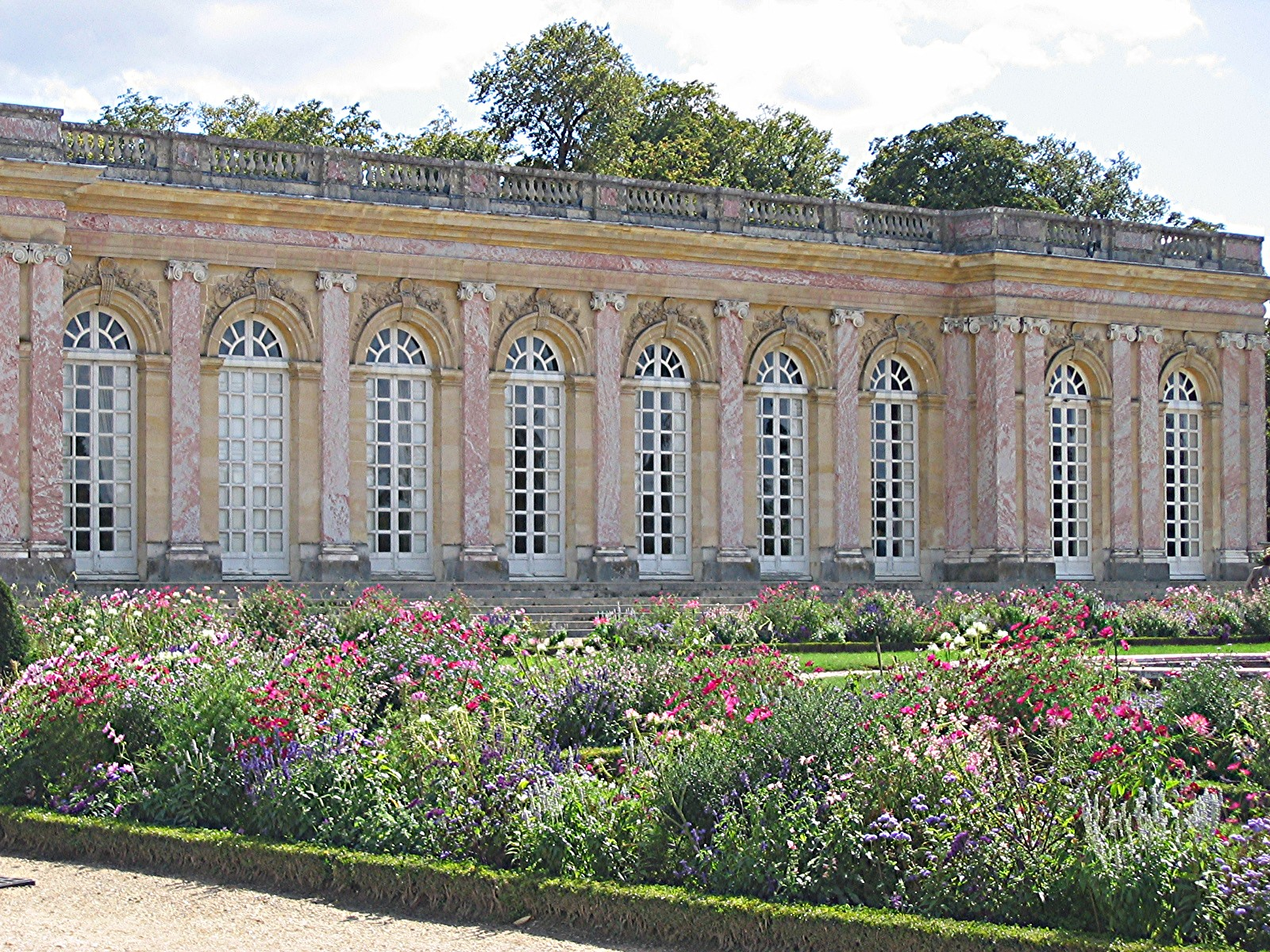
Il Grand Trianon progettato da Jules Hardouin-Mansart (1680–1687)
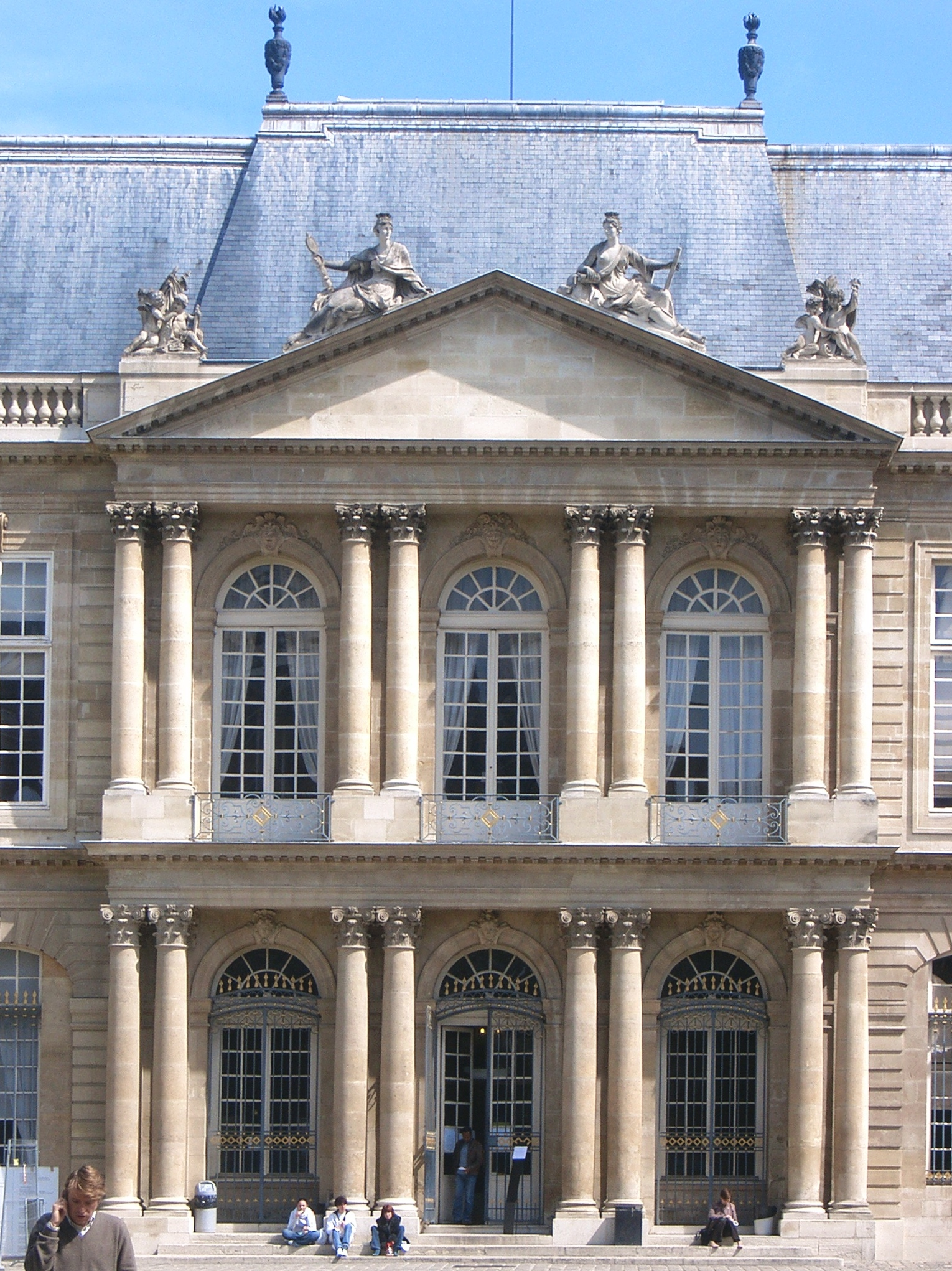
La facciata dell'Hôtel de Soubise di Pierre-Alexis Delamair (1704–08)

## Architettura religiosa
Nel primo periodo del suo regno, Luigi XIV iniziò la costruzione della chiesa di Val-de-Grâce (1645–1710), cappella dell'omonimo ospedale. Il disegno venne elaborato da Mansart, Jacques Lemercier e da Pierre Le Muet e venne completato poi da Gabriel Leduc. La sua pittoresca facciata tripartita, il peristilio, le colonne staccate, le statue e i tondi fanno di questo edificio ancora oggi la più italiana tra le chiese barocche di Parigi. Essa servì da prototipo per la facciata della chiesa de Les Invalides e del Pantheon di Parigi.
L'altra chiesa fatta costruire da Luigi XIV fu appunto quella de Les Invalides (1680–1706). La navata della chiesa, progettata da Libéral Bruant, era simile a quella di altre chiese del periodo, con pilastri ionici e volte maestose ed un interno di alto stile barocco. La cupola, progettata da Hardouin-Mansart, si presentò però più rivoluzionaria, poggiando qui su di una struttura a croce greca. Il disegno prescelto sovrapponeva ordini di colonne in stile classico, ma la cupola era più alta di quelle classiche, con un tamburo e una facciata decorata con sculture in nicchie e ornamenti di bronzo dorato a ornare le nervature della cupola.
Tra i più begli interni di architetture religiose dell'epoca vi è indubbiamente la cappella della reggia di Versailles, realizzata tra il 1697 ed il 1710 su progetto di Jules Hardouin Mansart e del suo successore come architetto di corte, Robert de Cotte. I decori si basano sulla presenza di colori chiari e di dettagli scolpiti nei rilievi sulle colonne. L'interno della cappella si apre in uno spazio luminoso con la creazione di una tribuna sostenuta da colonne classiche al piano superiore rispetto a dove si celebra la messa; il tutto è completato da un arioso soffitto a volta.

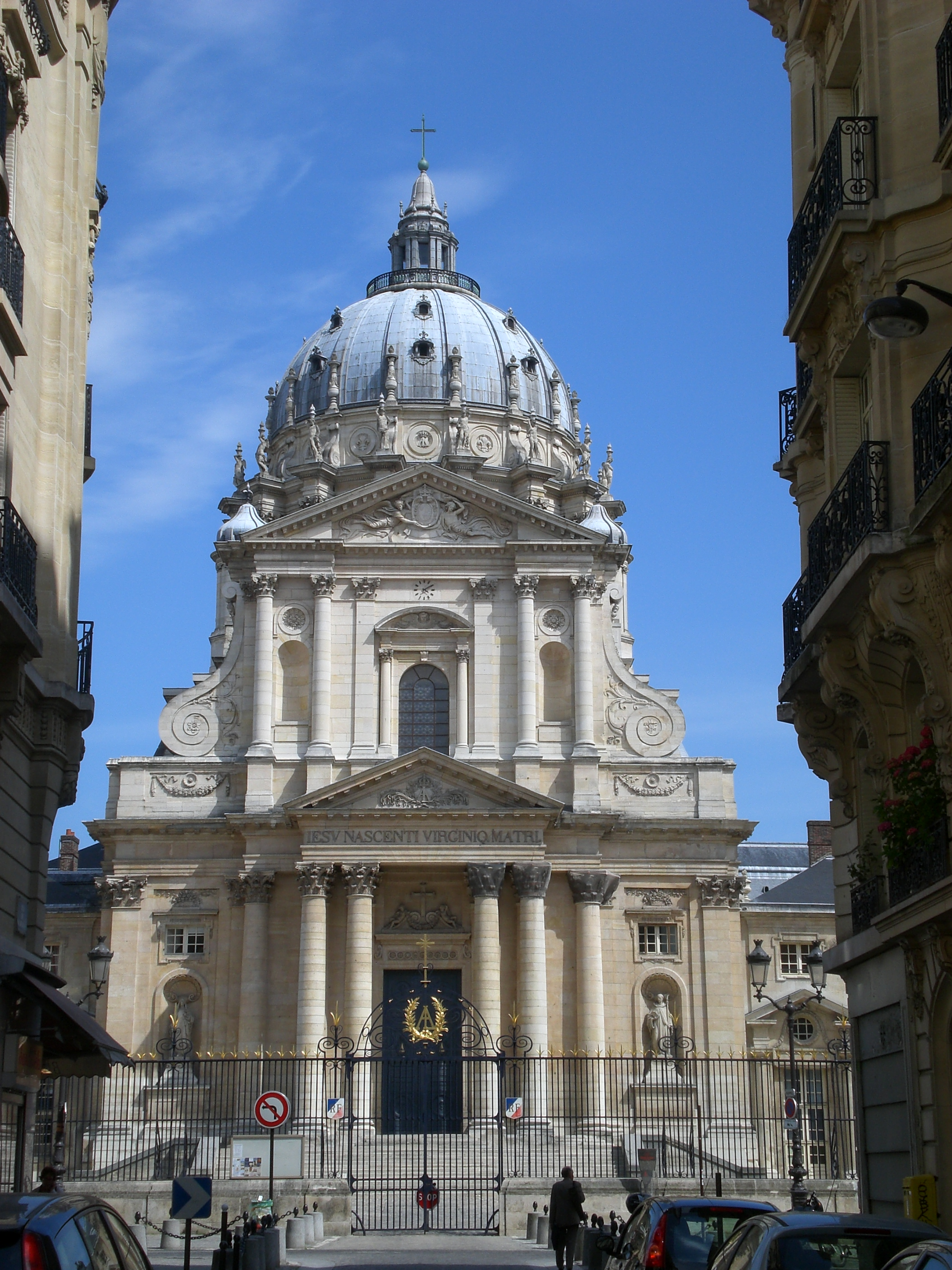
La chiesa di Val de Grace progettata da Louis Le Vau(1645–1710)
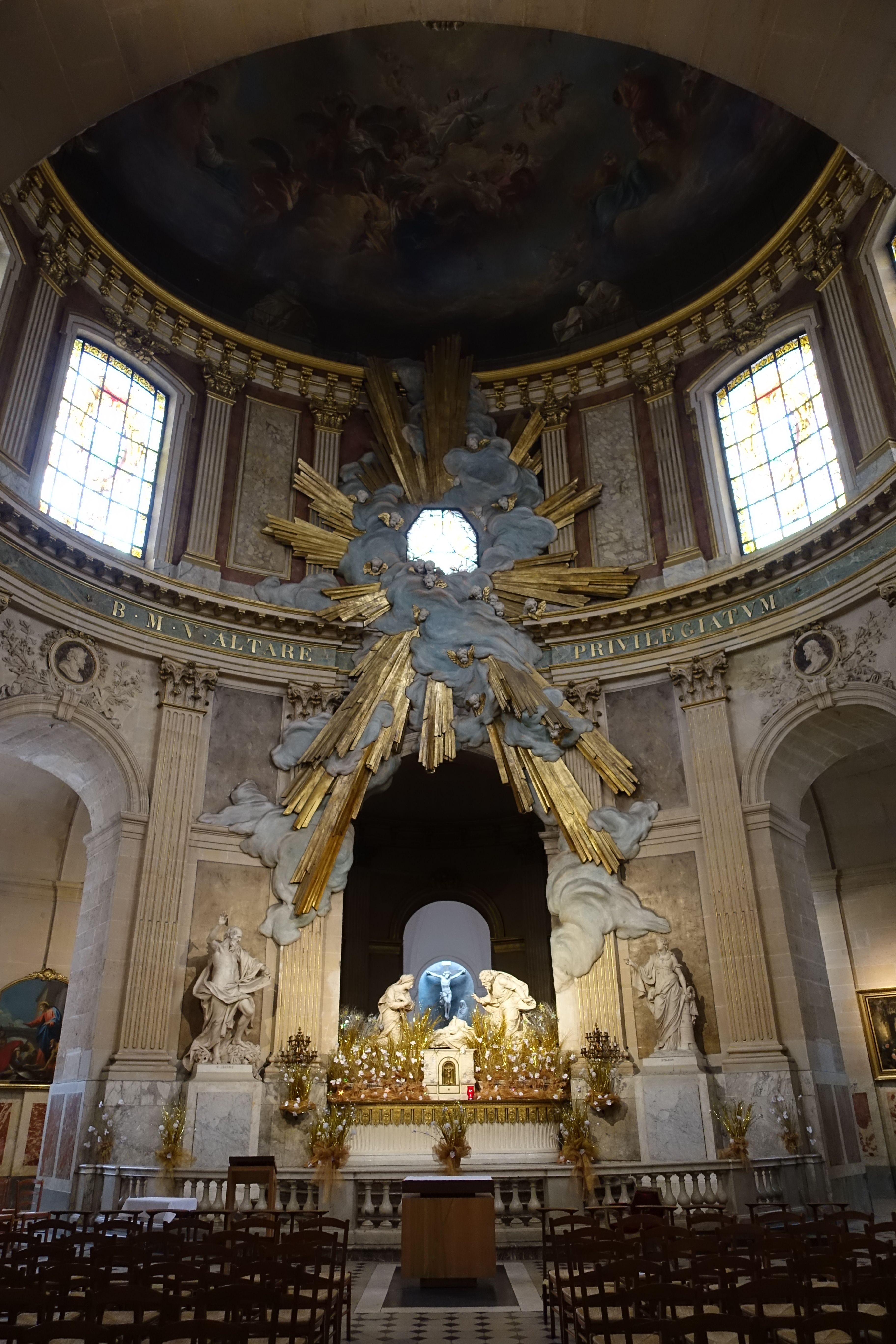
Chiesa di San Rocco a Parigi, progetto di Jacques Lemercier (1653–90)
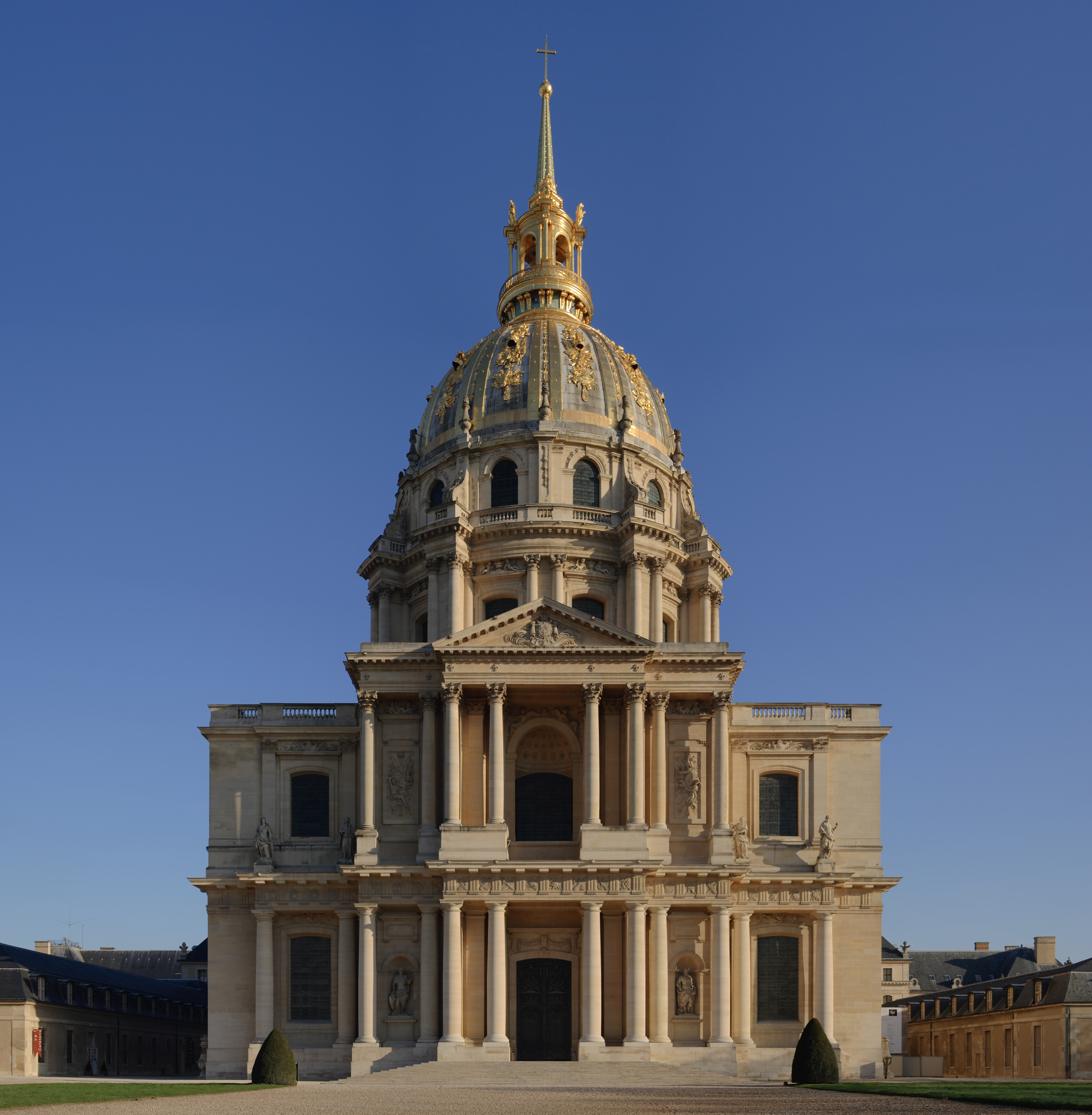
Les Invalides di Hardouin Mansart (1680–1706)
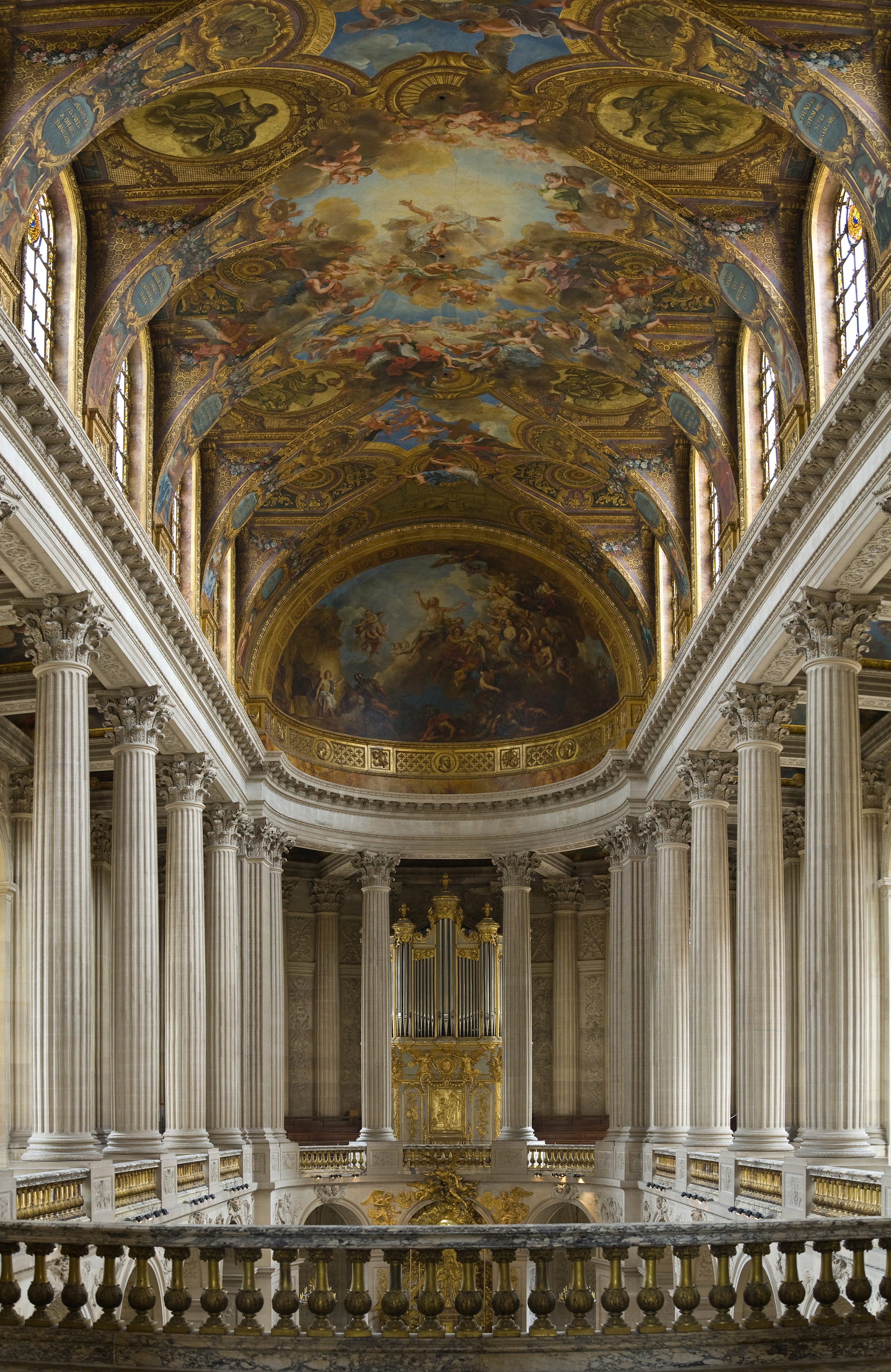
Cappella della reggia di Versailles di Jules Hardouin-Mansart e Robert de Cotte (1689–1710)

## IlGrand Stile: Parigi
Anche se Luigi XIV venne accusato da chi venne dopo di lui di aver ignorato Parigi nei suoi progetti, il suo regno si occupò invece attivamente di ornare il centro della capitale, lasciandovi un marchio unico. L'idea di piazze urbane monumentali circondate da architetture uniformi aveva avuto inizio in Italia, come molte idee del periodo barocco del resto. La prima piazza ad acquisire questa forma a Parigi fu la Place Royal (attuale Place des Vosges) il cui progetto iniziò già sotto il regno di Enrico IV di Francia e venne completato con il posizionamento della statua equestre di Luigi XIII; poi venne realizzata la Place Dauphine sull'Ile de la Cité, con al centro una statua equestre di Enrico IV. Luigi XIV si occupò attivamente di Parigi partendo dalle nuove facciate che fece realizzare al Louvre, una verso la Senna e l'altra ad est che ancora oggi mostrano i caratteri tipici dell'architettura di stile Luigi XIV. La vecchia facciata in mattoni e pietra nello stile voluto da Enrico IV venne rimpiazzato da monumentali colonne in grande stile. Tutte le costruzioni nella medesima piazza vennero rapportate alla stessa altezza e nello stesso stile a formare un progetto che apparisse il quanto più possibile unitario.
Il primo complesso costruito da zero nel nuovo stile Luigi XIV fu il Collège des Quatre-Nations (attuale Institut de France) (1662–68), proprio di fronte al Louvre. Questo venne disegnato da Louis Le Vau e da François d'Orbay, e combinava il quartier generale della nuova accademia fondata dal re, una cappella e la biblioteca del cardinale Mazzarino. L'Hôtel Royal des Invalides – un complesso residenziale per veterani di guerra, un ospedale e una cappella - venne costruito quindi da Libéral Bruant e Jules Hardouin-Mansart (1671–1679). Luigi XIV commissionò quindi a Mansart la costruzione di una cappella privata reale, la cosiddetta Église du Dôme, che completò il complesso nel 1708.
Il progetto successivo fu Place des Victoires (1684-1697), un complesso di sette grandi edifici residenziali divisi in tre segmenti all'interno di una piazza ovale con al centro una statua equestre di Luigi XIV. Questa venne costruita da un imprenditore e nobile della corte francese, Jean-Baptiste Prédot, affidandone ovviamente il progetto a Jules Haroudin-Mansart. Il progetto finale fu la nota Place Vendôme, anch'essa progettata da Harouin-Mansart tra il 1699 e il 1702. In parte la costruzione della piazza venne finanziato con la vendita dei lotti di terreno circostanti. Tutti questi progetti presentano facciate in stile Luigi XIV monumentale che armonizza le strutture che in esse si trovano.

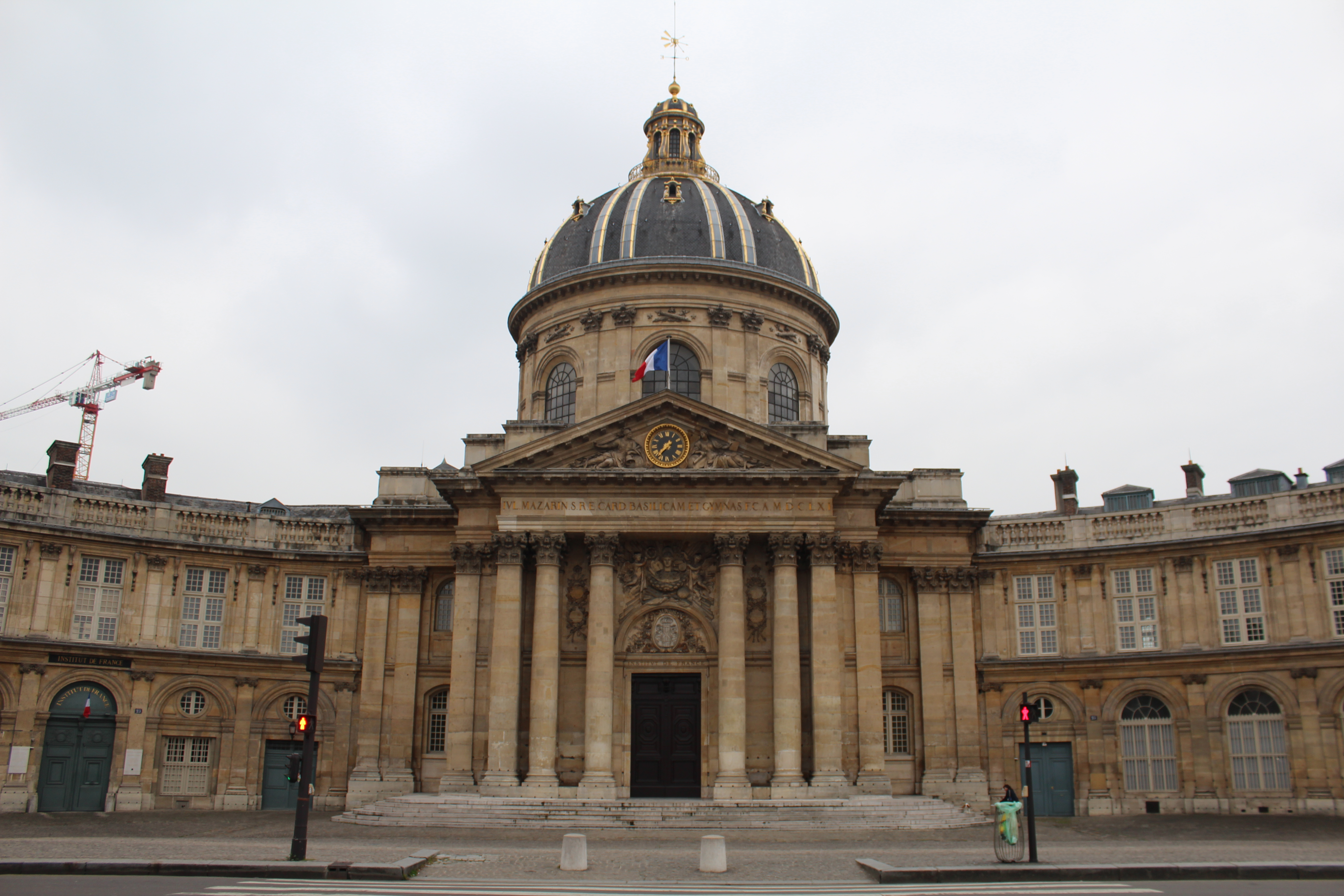
La sede dell'Institut de France di Louis Le Vau e François d'Orbay (1662–1668)
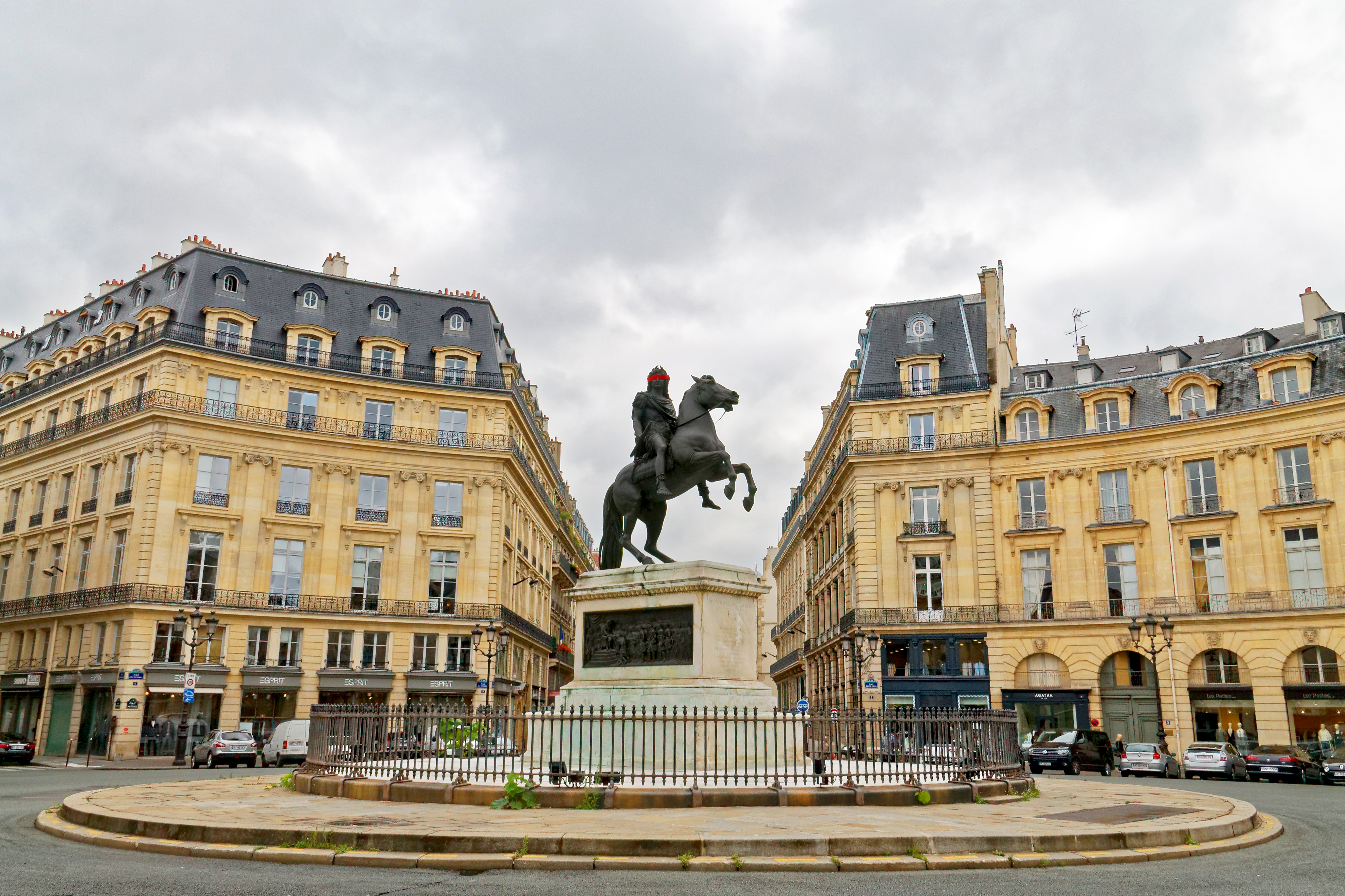
Place des Victoires (1684–1697) di Jules Hardouin-Mansart
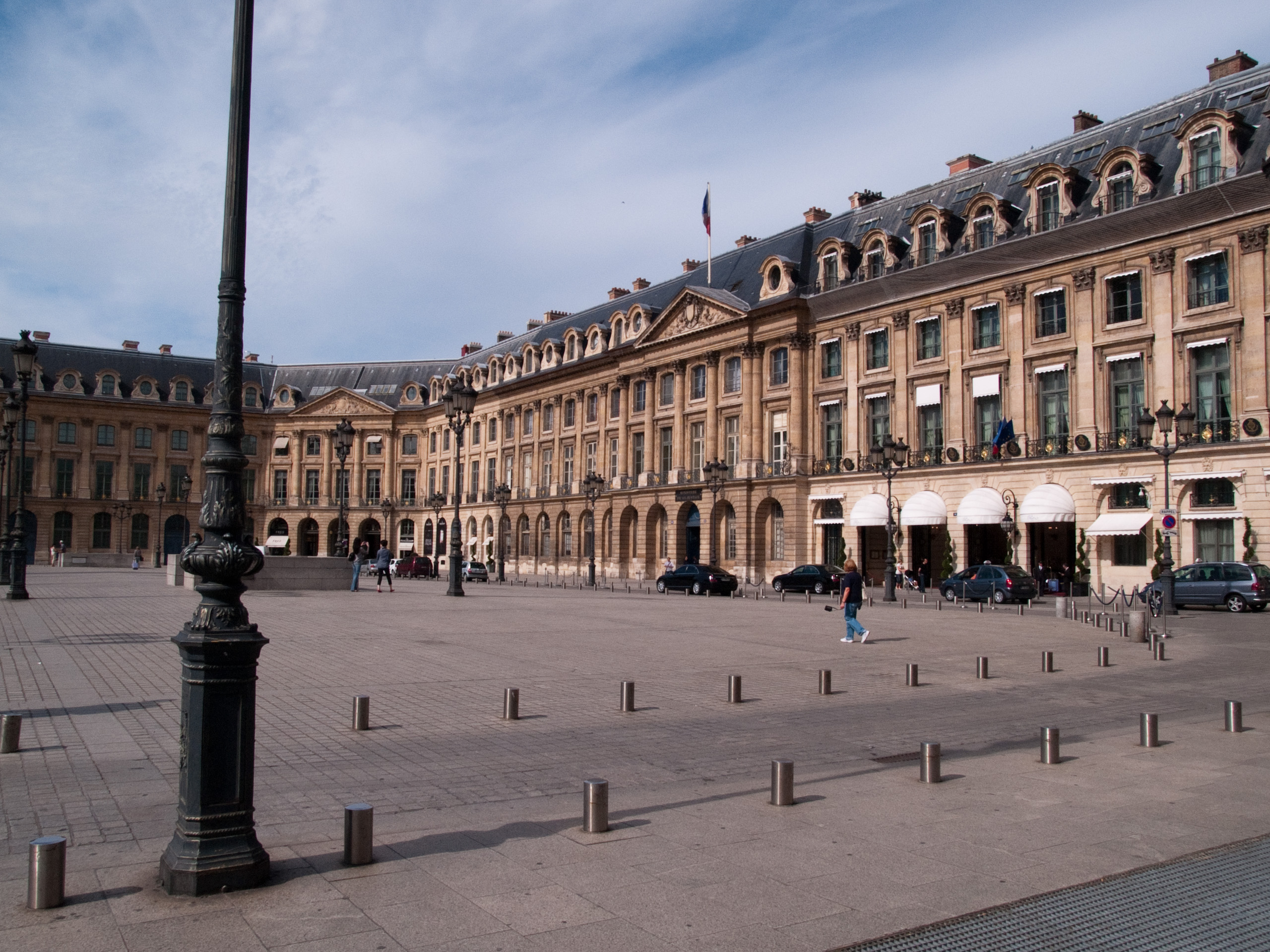
Place Vendôme (1699–1702) di Jules Hardouin-Mansart
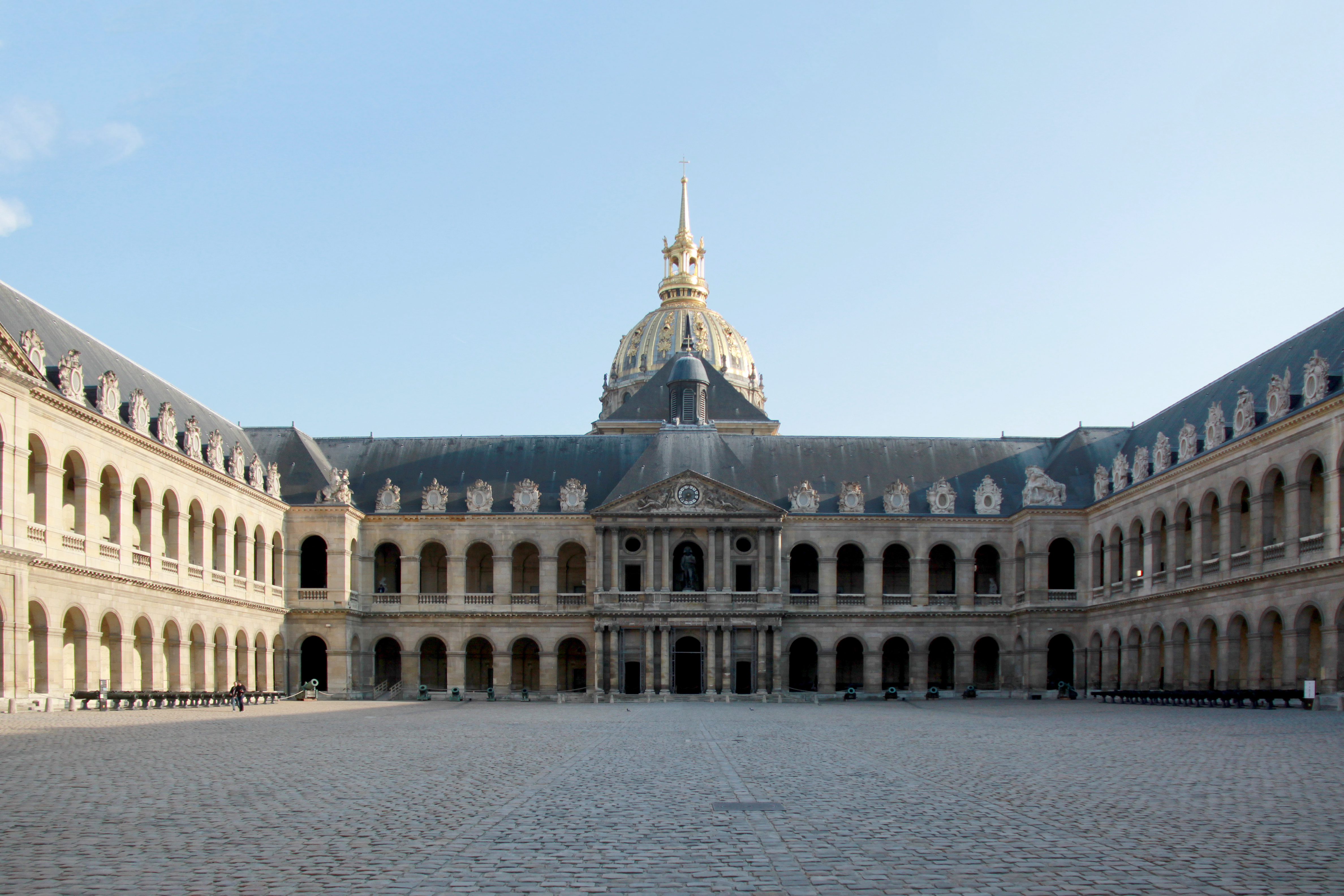
La corte d'onore de Les Invalides (1671–1706)

## Decorazione d'interni
All'inizio dello stile Luigi XIV, le principali caratteristiche nelle decorazioni d'interni erano la ricchezza dei materiali e lo sforzo di ottenere un effetto monumentale. I materiali utilizzati includevano il marmo, spesso combinato con pietre multicolori, bronzi, dipinti e specchi. Questi erano armoniosamente inseriti in una cornice di colonne, pilastri e nicchie che giungevano spesso fino al soffitto, decorando nel contempo anche le pareti. Le porte erano perlopiù sormontate da medaglioni, frontini e bassorilievi. I camini erano diminuiti di dimensione rispetto a quelli di stile Luigi XIII, ma erano divenuti più ornati, con pianali di marmo, vasi, specchi, orologi.
Gli elementi decorativi alle mura nel primo stile Luigi XIV erano essenzialmente protesi a celebrare i successi militari, la maestà e le conquiste culturali ottenute dal sovrano. Questi rappresentavano dunque trofei militari, elmi, foglie di alloro a simboleggiare la vittoria e fasci di armi, spesso in bronzo dorato o legno scolpito. Altri elementi decorativi celebravano personalmente il sole: la testa del re era spesso rappresentata come il dio Apollo, circondato da foglie di palma o da soli raggianti. Anche l'aquila divenne un simbolo associato al re come simbolo di Giove. Altri ornamenti includevano bastoni militari, gigli e corone.
La Galleria degli Specchi della reggia di Versailles (1678–1684) rappresentò il picco massimo della prima parte dello stile Luigi XIV. Disegnata da Charles Le Brun, essa combina ricchezza di materiali (marmi, oro e bronzo) con la capacità di riflettere la luce degli specchi alle pareti, moltiplicando così gli spazi e l'effetto ottico di splendore.
Nell'ultima parte del periodo Luigi XIV, dopo il 1690, iniziarono a comparire nuovi elementi, meno militaristici e più fantastici; in particolare si iniziarono a vedere conchiglie, linee sinuose e curve, disegni esotici, arabeschi e cineserie.

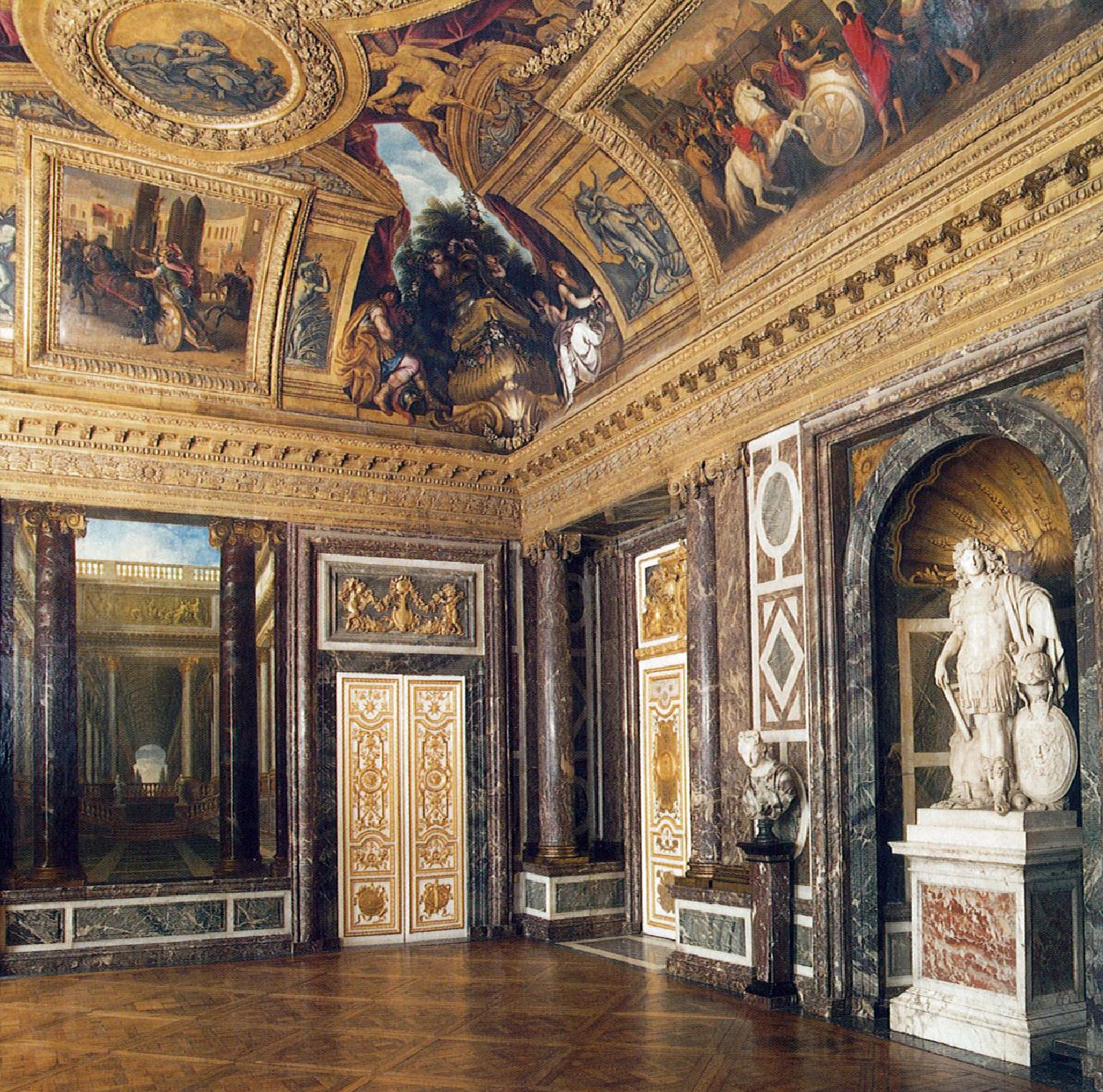
Il primo stile Luigi XIV; il Salone di Venere alla reggia di Versailles realizzato su progetto di Charles Le Brun
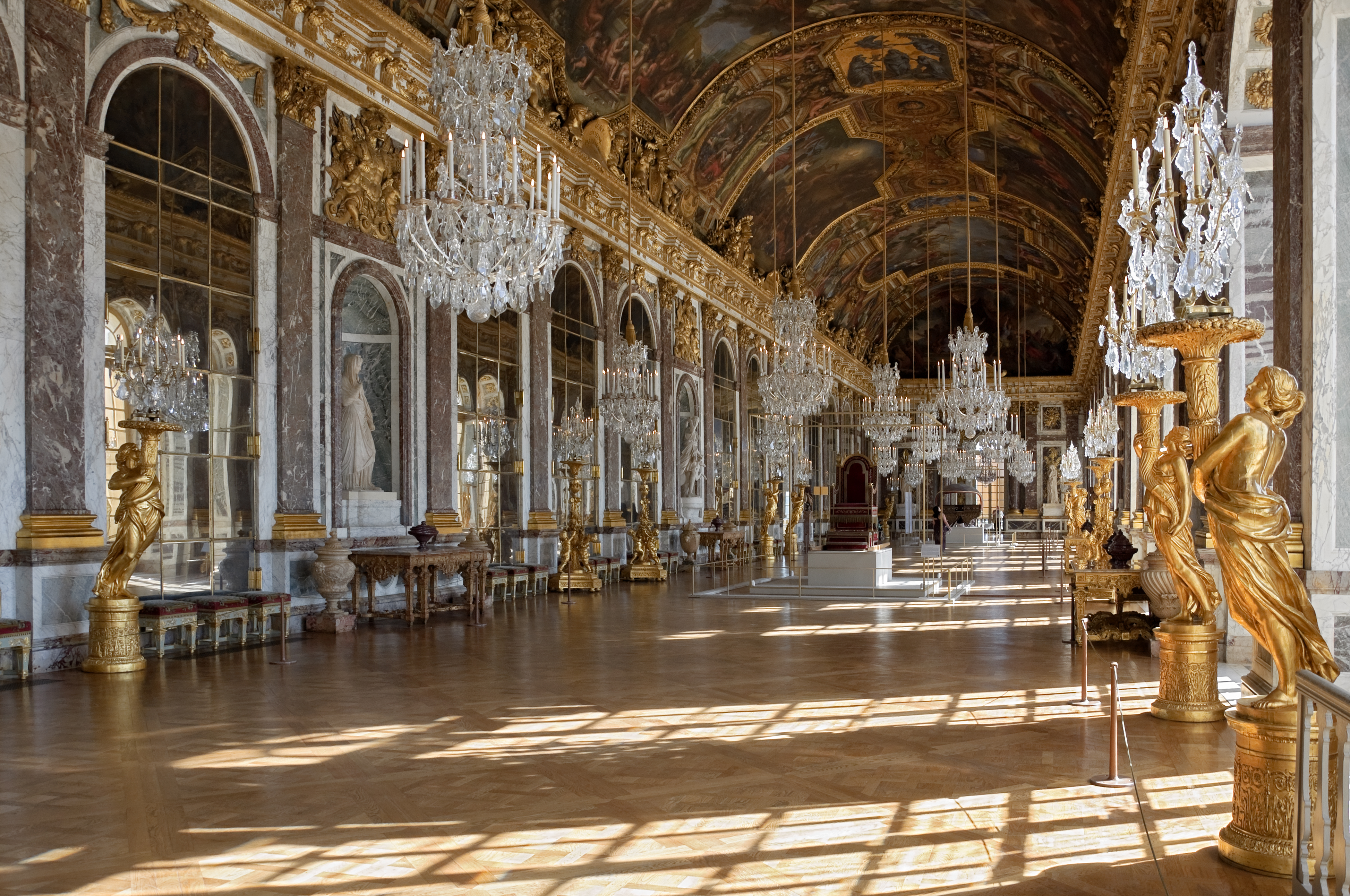
La Galleria degli Specchi della reggia di Versailles realizzata su progetto di Charles Le Brun (1678–1684)
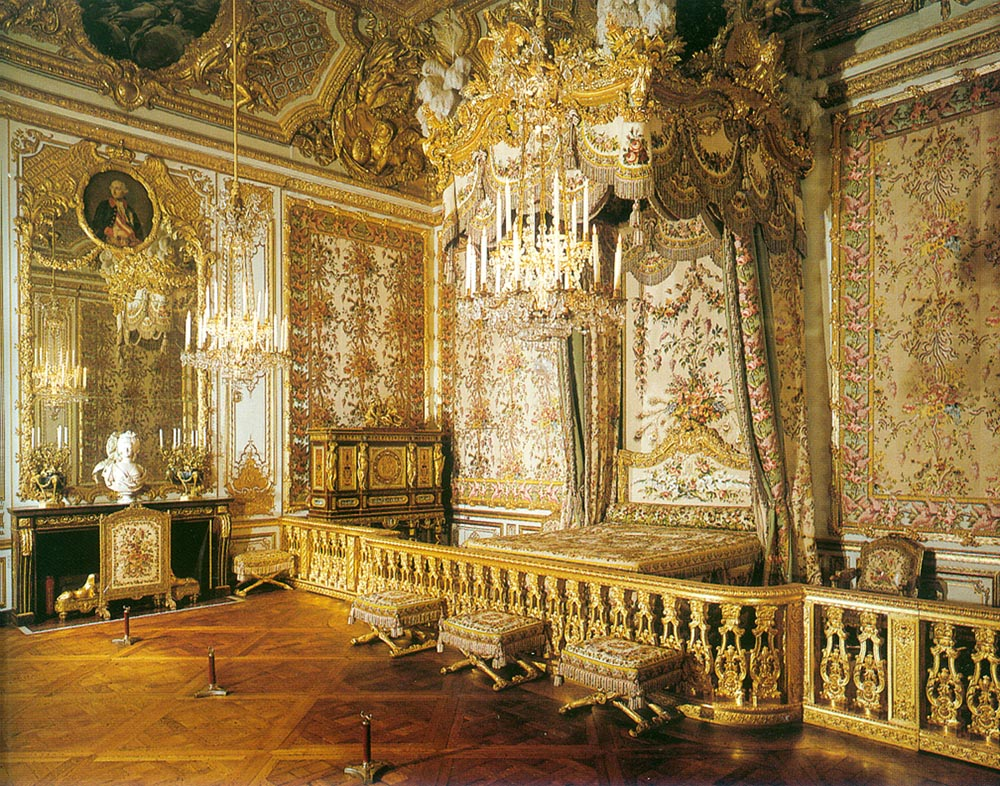
La camera da letto della regina, reggia di Versailles
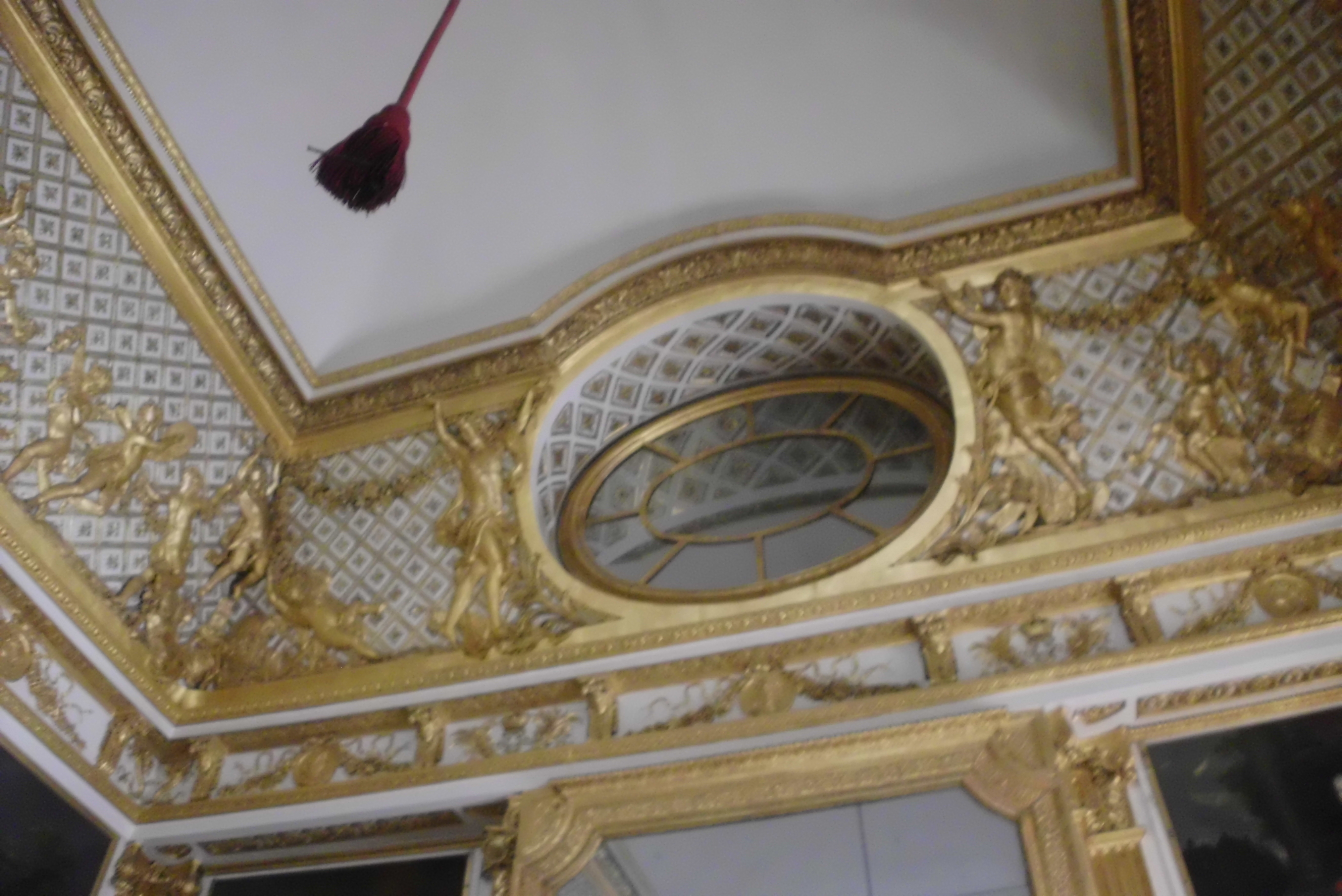
Tardo stile Luigi XIV; mosaici nel salone dell Oeil-de-Boeuf a Versailles

## Mobilio
Durante il primo periodo di regno di Luigi XIV, i mobili seguivano sostanzialmente ancora i dettami della moda dello stile Luigi XIII ed erano massicci, profusamente decorati con sculture e dorature. Dopo il 1680, in gran parte grazie al mobiliere André-Charles Boulle, iniziò a formarsi uno stile più delicato e originale, noto come Boulle. Questo si basava essenzialmente sull'intaglio di ebano e di altri legni rari, una tecnica già nota nella Firenze del XV secolo e che venne poi ripresa e raffinata da Boulle per i suoi lavori per Luigi XIV. I mobili iniziarono quindi ad essere decorati con placche intarsiate con ebano, rame e legni esotici di differenti colori.
Apparvero così anche nuove tipologie di mobili: la commode, con due o quattro cassetti, andò a rimpiazzare le vecchie ceste o cassapanche. Il canapé, un divano, combinava due o tre poltrone. Apparvero anche nuove tipologie di sedie come il fauteuil en confessionale o la "poltrona confessionale", con braccioli imbottiti. Anche la console divenne popolare in quest'epoca, progettata per poter essere appoggiata al muro. Un'altra tipologia di mobilio che divenne particolarmente diffusa fu la table à gibier, un tavolo sovrastato da una lastra di marmo per portare in tavola i piatti. Apparvero diverse varietà di scrivanie; la scrivania Mazzarino aveva un secretaire centrale con due colonne di cassetti laterali.

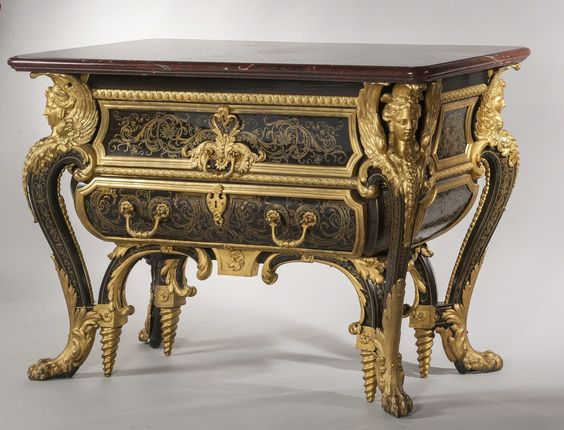
La commode di André Charles Boulle per il Grand Trianon (1710)
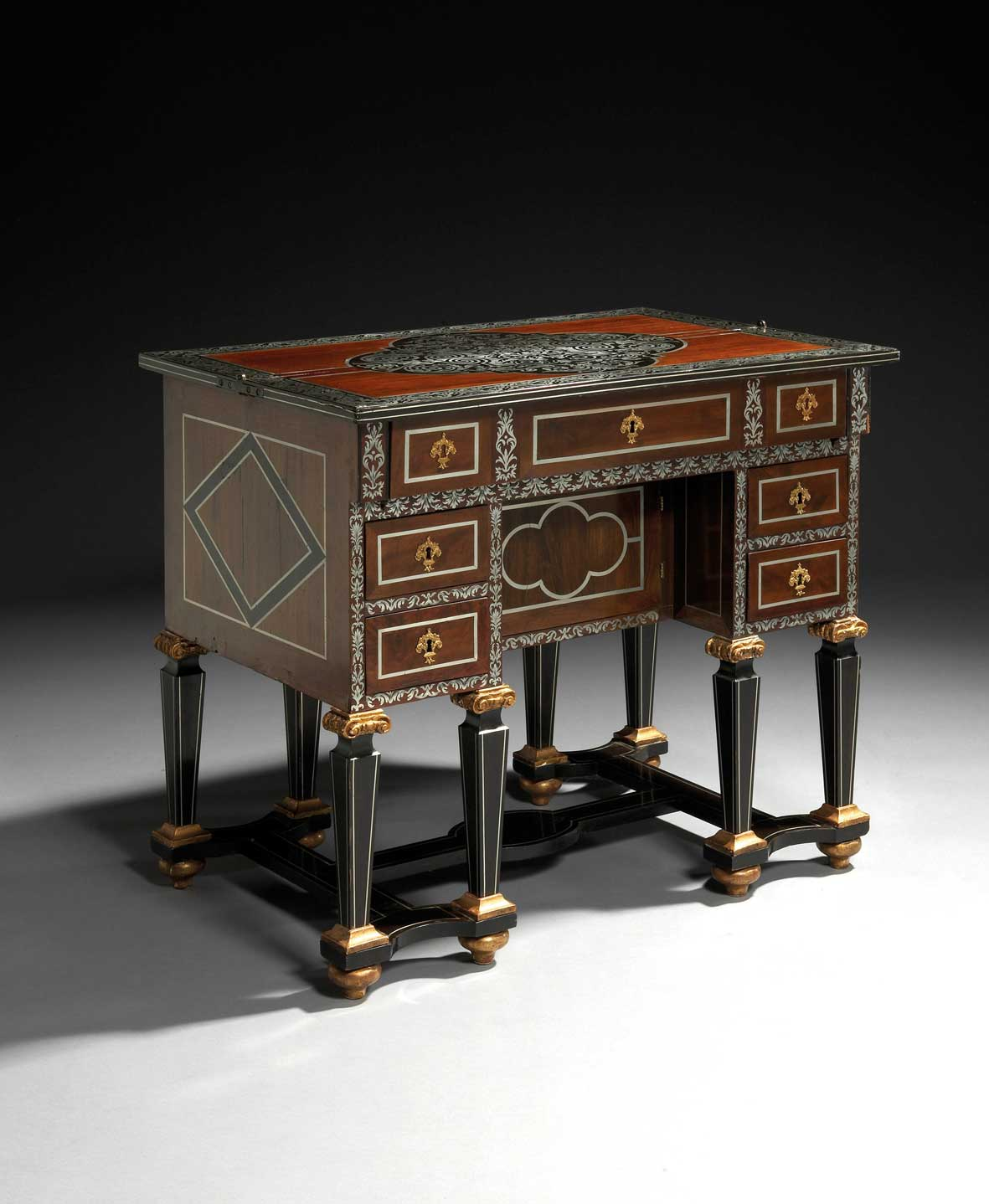
Una scrivania Mazzarino
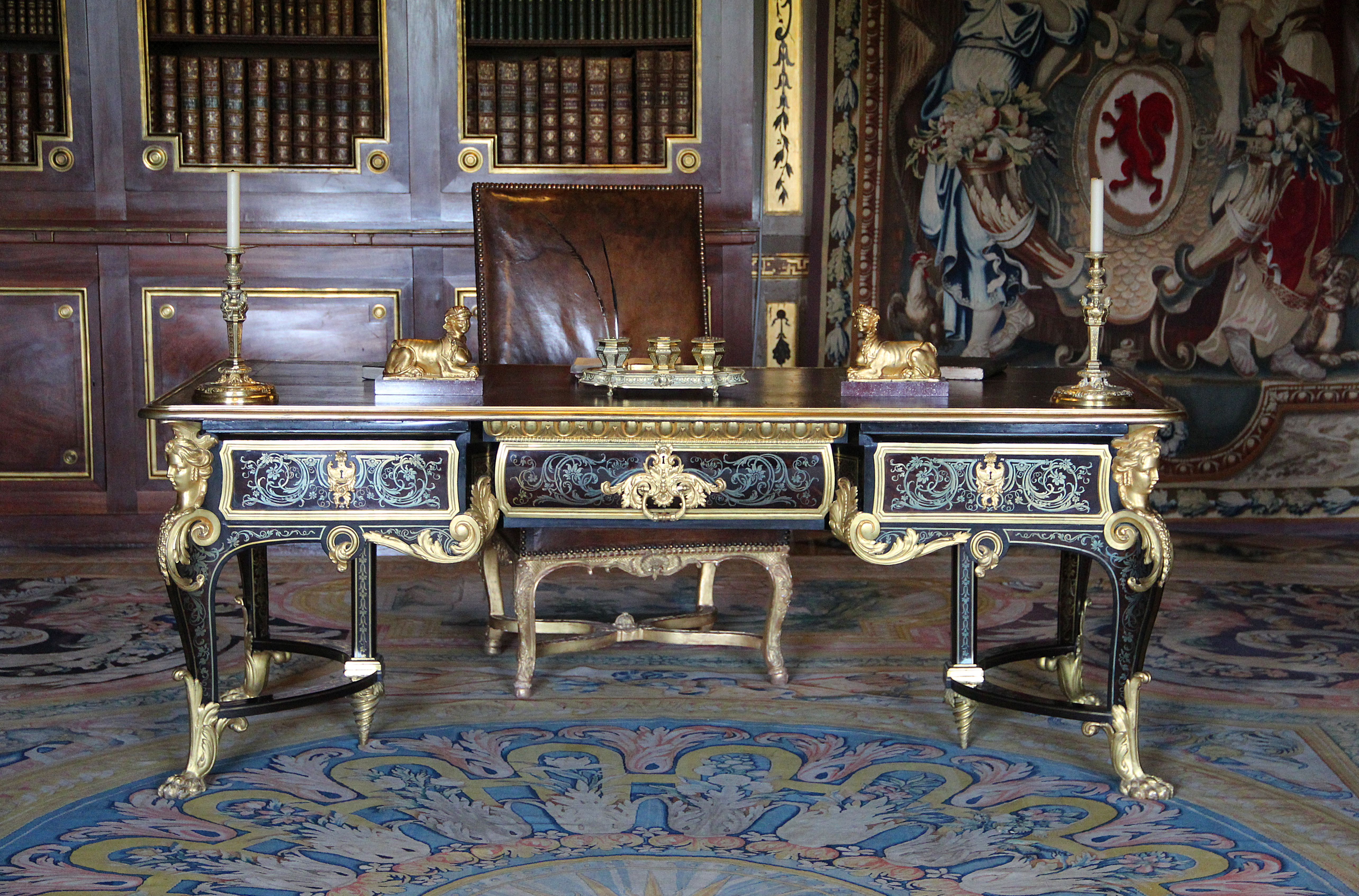
Scrivania di Nicolas Fouquet al castello di Vaux-le-Vicomte
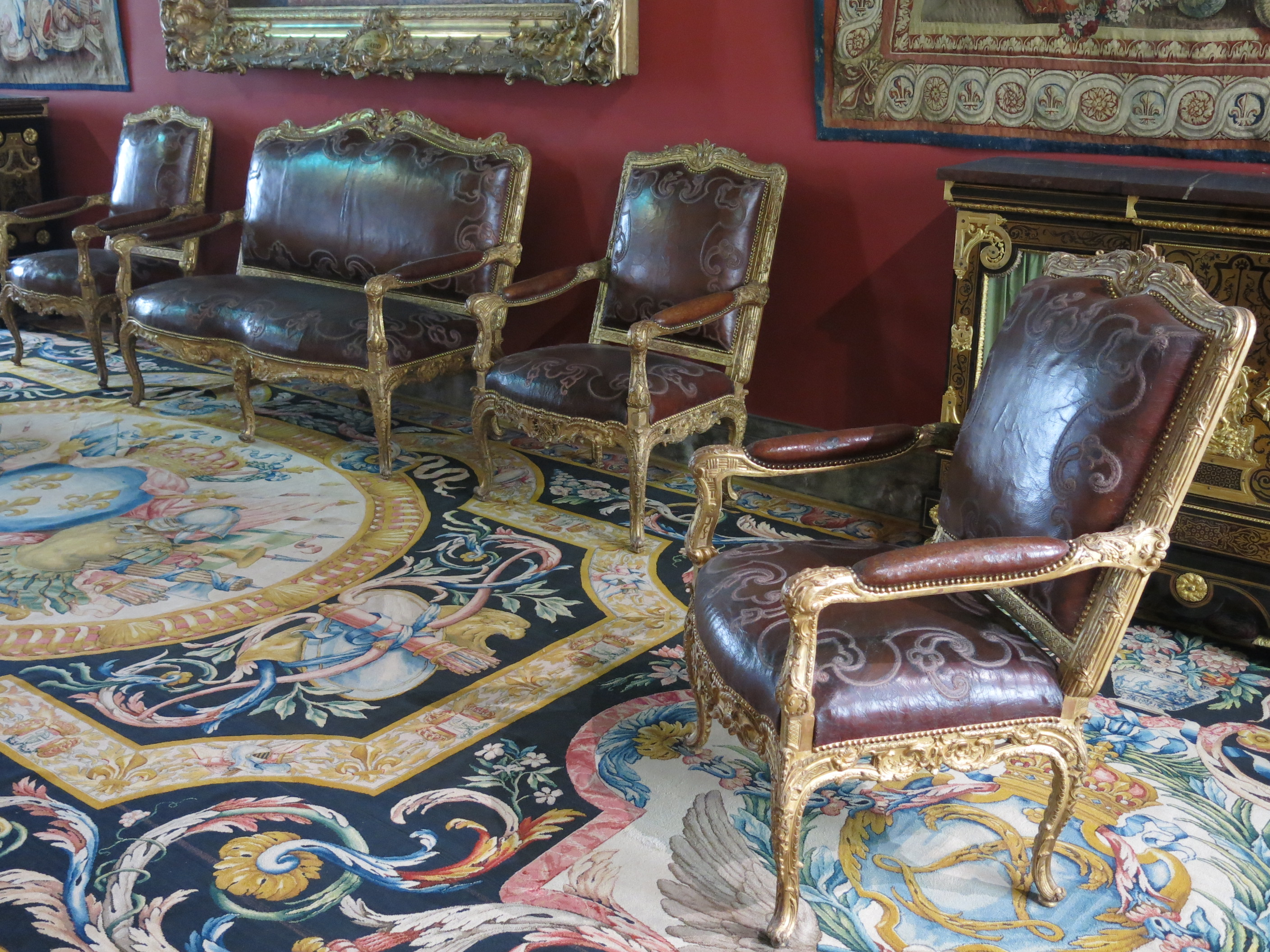
Un canapé e poltrone "a la reine" (1710–20), Museo del Louvre

## Ceramiche
Dopo il 1650 circa, le ceramiche di Nevers che da lungo tempo si erano specializzate nella realizzazione di elementi secondo lo stile della maiolica italiana istoriata, adottarono il nuovo stile di corte, iniziando ad includere nei loro lavori parti in metallo e nuovi stimoli pittorici da pittori come Simon Vouet e Charles Le Brun, acquisendo così molti altri colori rispetto al bianco e al blu classici. Gli oggetti erano spesso molto grandi e largamente ornati, e spaziavano da vasi da giardino a brocche per il vino, più decorativi che pratici.
Nel 1663 Colbert, da poco nominato ministro delle finanze di Luigi XIV, fece sapere al re dell'enorme importanza rivestita anche dalle ceramiche di Rouen che necessitavano di essere protette e incoraggiate. Attorno al 1670 la fabbrica di Rouen ricevette importanti commissioni da Luigi XIV, come le porcellane del Trianon, un piccolo luogo le cui pareti sono interamente rivestite di piastrelle di ceramica dipinte. Nevers e altri centri si occuparono attivamente dei desideri del sovrano. I grandi vasi blu utilizzati nei giardini di Versailles provenivano quasi tutti dalla fabbrica di ceramiche di Nevers.
L'industria della ceramica francese ricevette quindi una grande spinta sino all'ultima parte del regno di Luigi XIV, in particolare quando il re nel 1709 decise di vendere il proprio servizio di piatti d'argento che normalmente usava per cena per aiutare il tesoro di stato a pagare le spese delle guerre intraprese. Questi piatti vennero rimpiazzati poi da ceramiche della migliore qualità. Nel 1695 venne aperta la fabbrica di porcellane di Saint-Cloud.

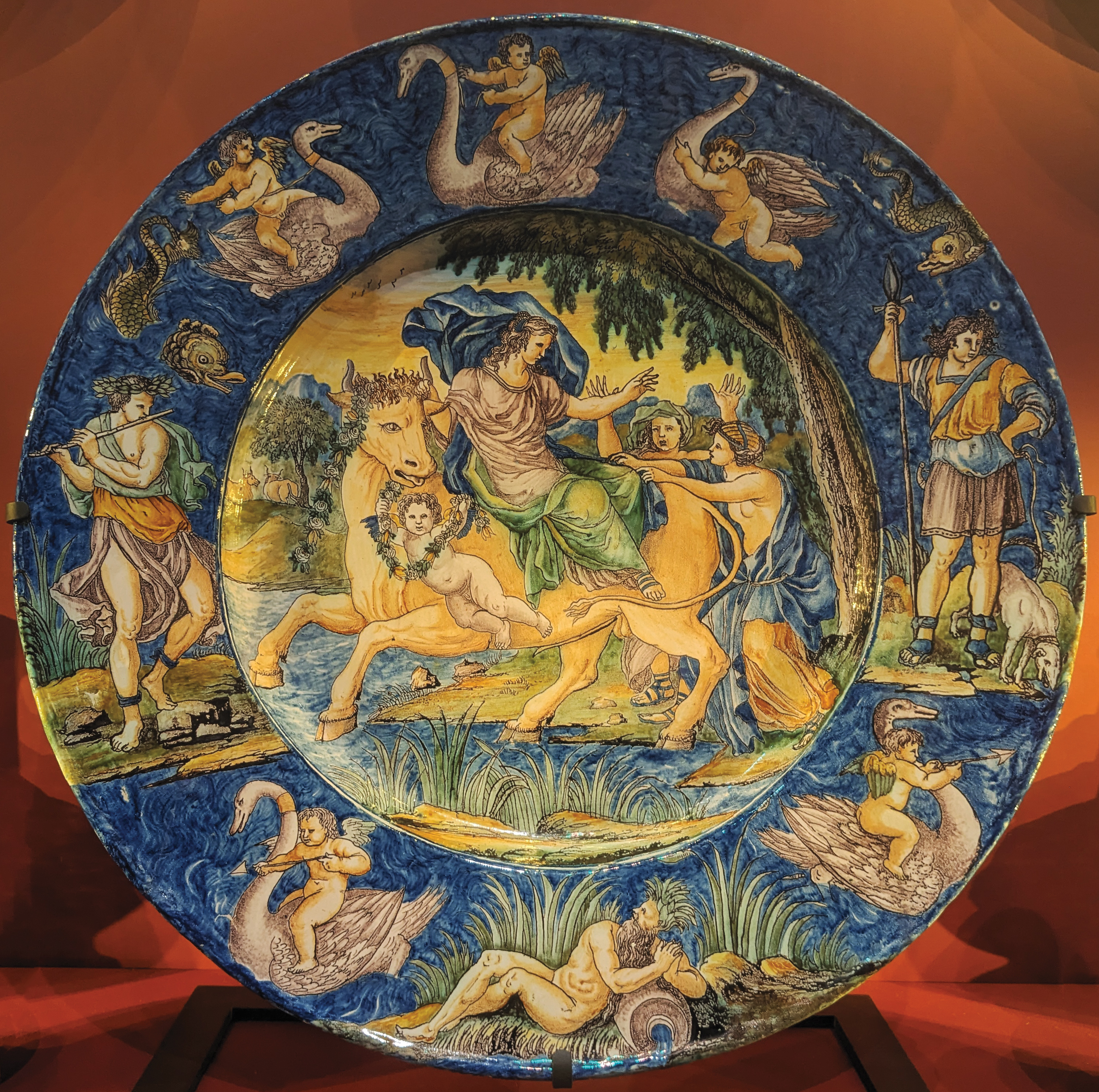
Porcellana di Nevers; piatto centrale di 58 cm di diametro con al centro la scena del Ratto di Europa da un'illustrazione dell'opera di Ovidio di François Chauveau, pubblicata nel 1674
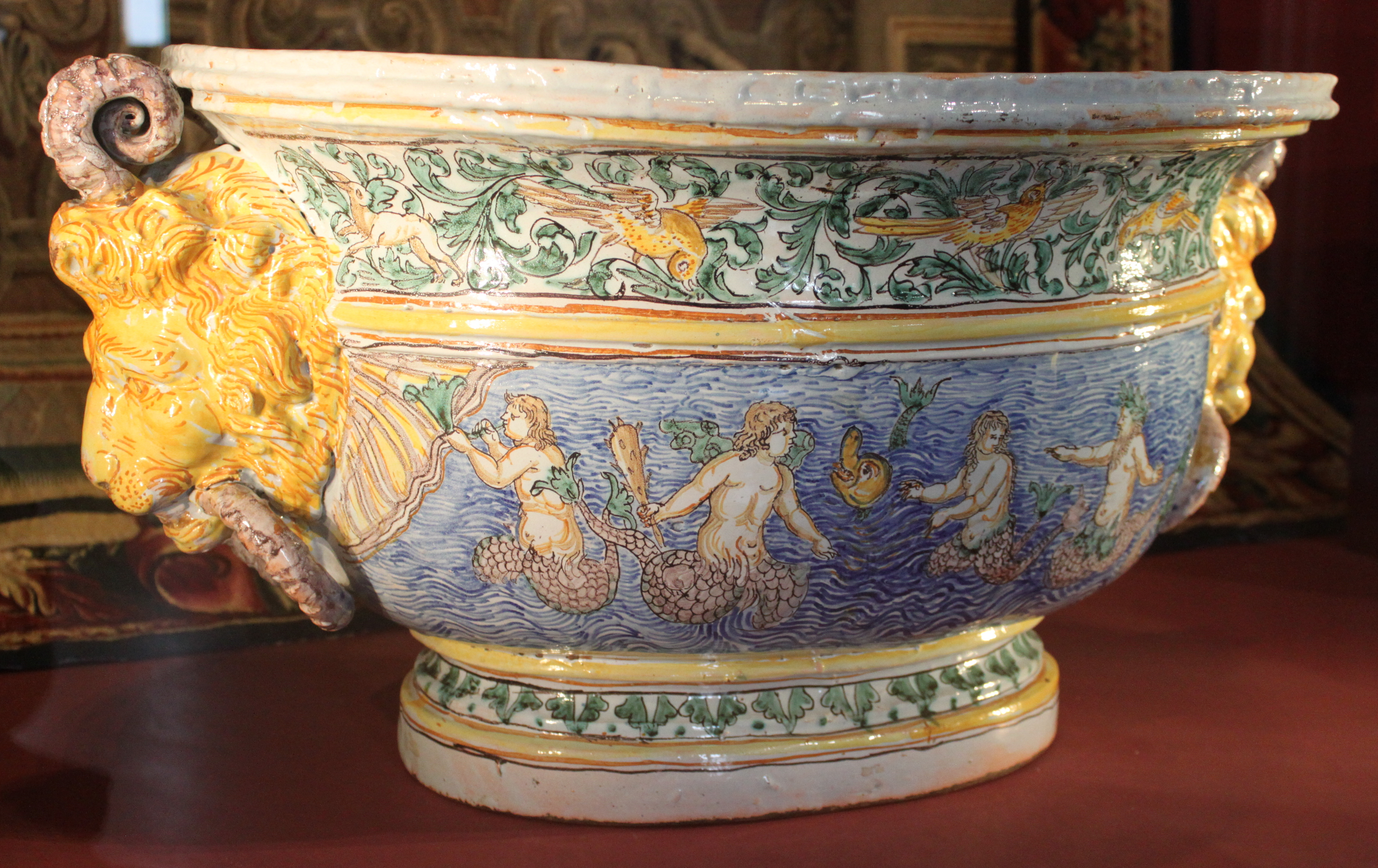
Porcellana di Nevers; fredda-vino con la scena de L'ebbrezza di Bacco, c. 1680
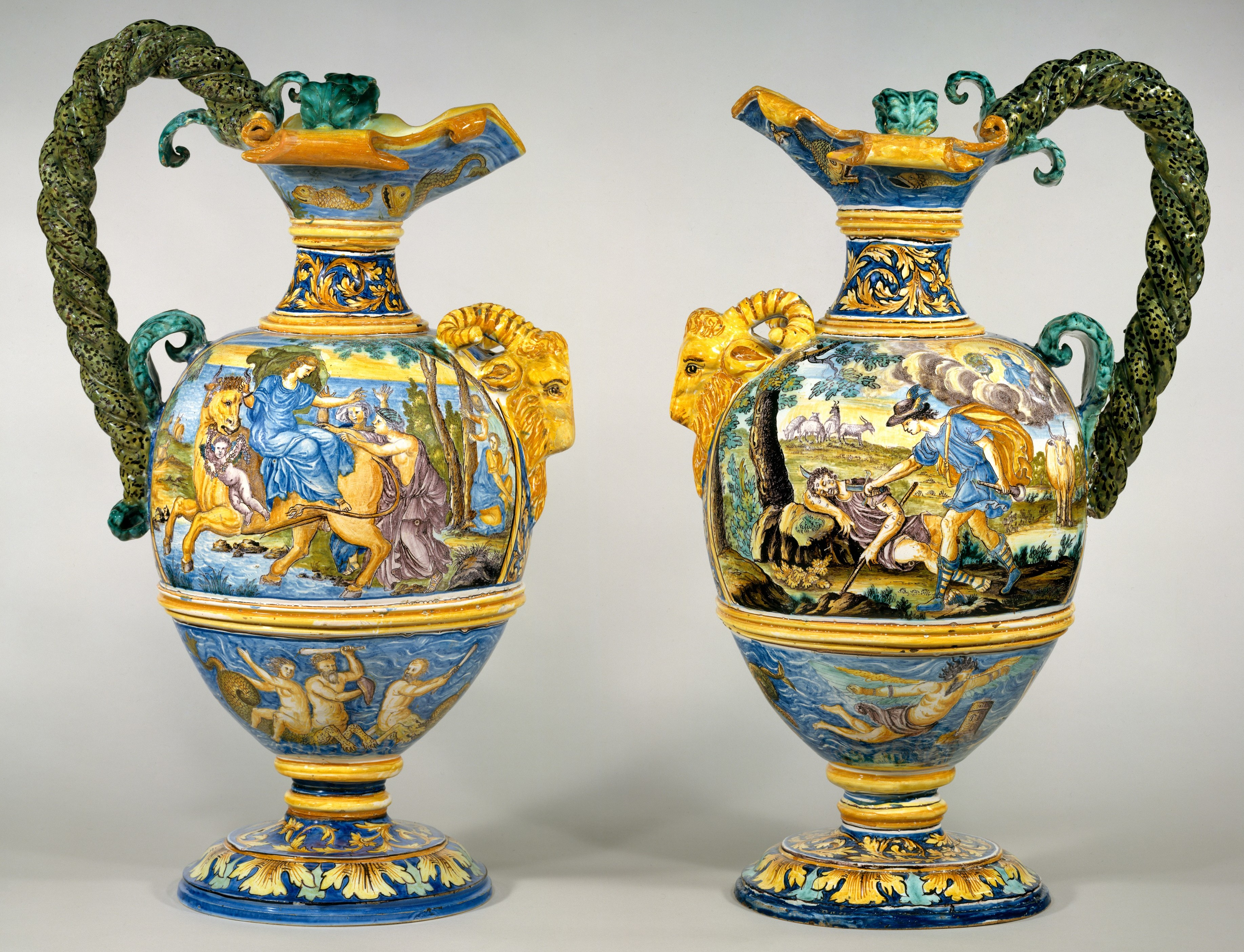
Porcellana di Nevers; due brocche per il vino, c. 1685, 56 cm di altezza. Ancora una volta è usato il disegno del Ratto di Europa di François Chauveau (a sinistra).
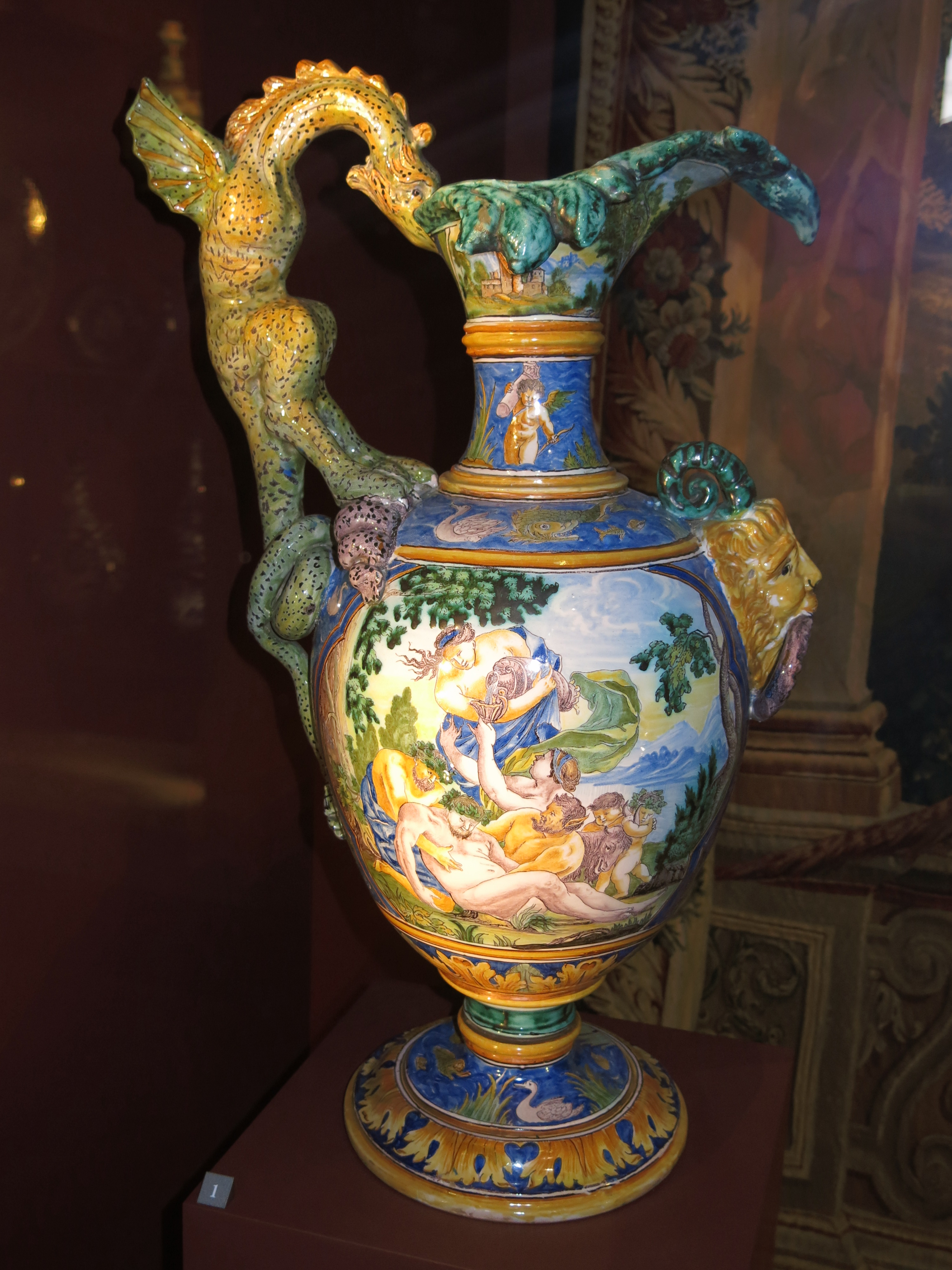
Grande brocca in porcellana di Nevers con baccanti e satiri danzanti, 1685
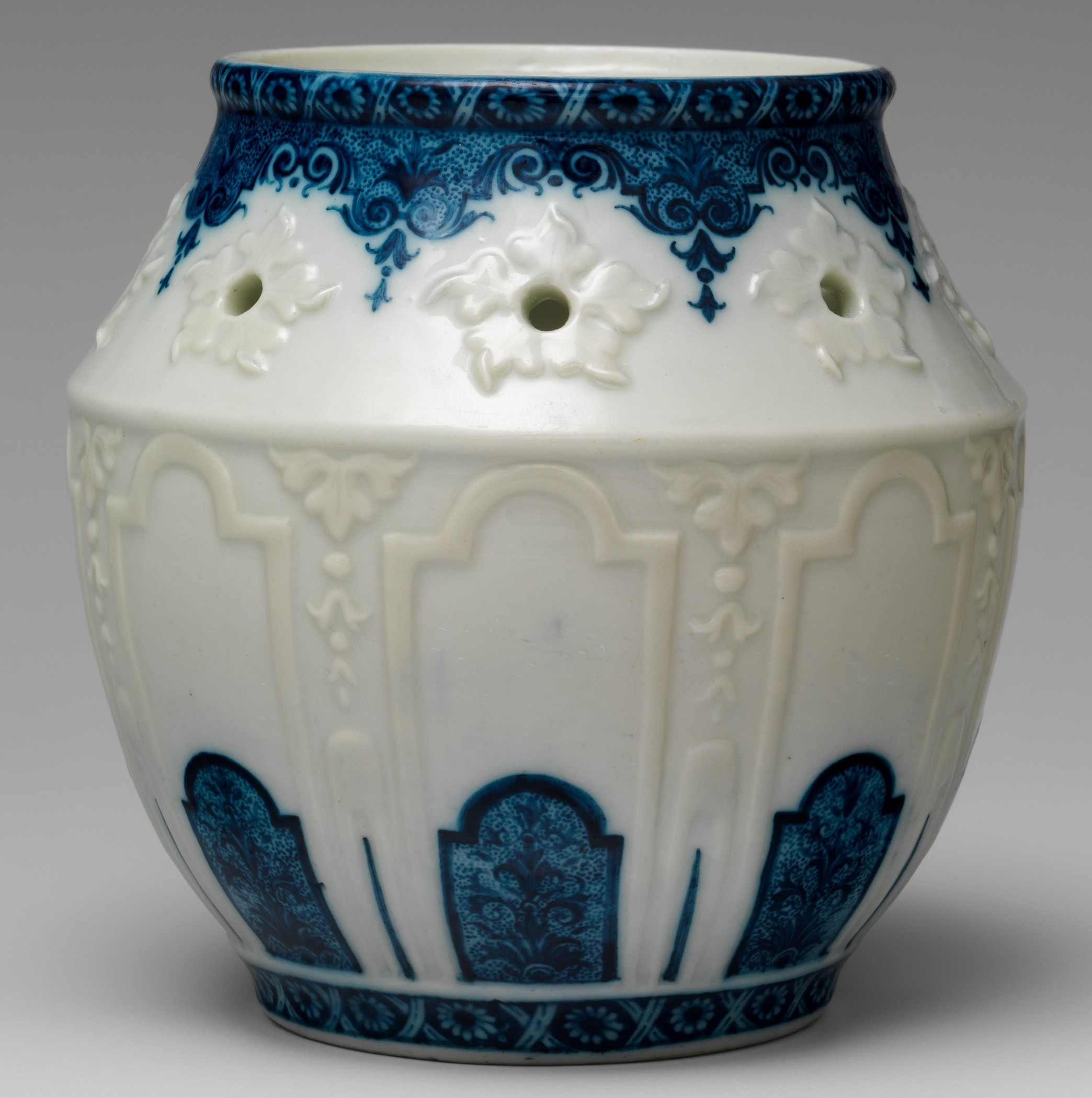
Porcellana di Rouen; giara pot-pourri, Metropolitan Museum of Art, 12.7 cm di altezza.

## Pittura
Durante la prima parte del regno di Luigi XIV, i pittori a corte vennero influenzati perlopiù da pittori italiani, ed in particolare da Caravaggio. Tra i più noti pittori francesi dell'epoca si ricorda Nicolas Poussin, che aveva vissuto a Roma; Claude Lorrain, che divenne noto paesaggista e trascorse gran parte della sua vita a Roma; Louis Le Nain, che operava coi fratelli su lavori di genere; Eustache Le Sueur e Charles Le Brun, che studiarono entrambi a Roma con Poussin e ne furono influenzati.
Con la morte del primo ministro del re, il cardinale Mazzarino, nel 1661, Luigi XIV decise di prendersi personalmente carico di tutti gli aspetti del suo governo, inclusa la gestione delle arti. Il suo consigliere principale per le arti fu Jean-Baptiste Colbert (1619–1683), il quale era anche suo ministro per le finanze. Nel 1663 Colbert riorganizzò i laboratori reali ed in particolare le tappezzerie Gobelins. Nel contempo, con l'assistenza di Le Brun, Colbert prese la guida dell'Accademia Reale di Pittura e Scultura che era già stata fondata a suo tempo dal cardinale Mazzarino. Colbert ebbe un ruolo dominante nell'architettura col titolo di sovrintendente alle strutture dal 1664. Nel 1666 venne istituita ufficialmente l'accademia di Francia a Roma per assicurarsi che i pittori francesi avessero modo di studiare in quella che era reputata la capitale artistica del mondo dell'epoca. Le Brun divenne decano dei pittori francesi sotto il regno di Luigi XIV, venendo coinvolto in architetture e nella progettazione d'interni. Tra le sue opere più note vi fu sicuramente la progettazione della Galleria degli Specchi della reggia di Versailles.
Tra i principali pittori dell'ultima fase dello stile Luigi XIV si ricordano in particolare Hyacinthe Rigaud (1659–1743) che venne a Parigi nel 1681, ed attirò l'attenzione di Le Brun. Le Brun lo orientò alla ritrattistica, celebrando il sovrano nel caratteristico ritratto che venne eseguito nel 1701, con la figura di Luigi XIV circondata da tutti gli attributi del potere, dalla corona al tavolo con il mantello e persino alle scarpe. Rigaud si organizzò quindi con un laboratorio per ricevere le commissioni da parte della nobiltà francese che sempre più richiedeva i suoi servigi, ispirata dalle opere che egli aveva realizzato per il re; si servì di artisti specializzati nel creare costumi e drappeggi, e di altri per gli sfondi.
Georges de La Tour (1593–1652) fu un'altra importante figura dello stile Luigi XIV; ottenne il titolo di pittore di corte del re e ricevette alti compensi per i suoi ritratti; pur portandosi di rado a Parigi, preferiva lavorare nel suo studio a Lunéville. I suoi dipinti, col loro inusuale effetto chiaroscuro, meditativi e suggestivi nel contempo. Oltre alle scene religiose, questi si specializzò in dipinti di genere come il famoso Tricheur, il baro. Lo scrittore e poi ministro della cultura francese André Malraux scrisse nel 1951, "Nessun altro pittore, nemmeno Rembrandt, ha saputo evocare un così grande e misterioso silenzio. La Tour è l'unico interprete del sereno aspetto delle ombre."
Negli ultimi anni del suo regno, i gusti di Luigi XIV cambiarono nuovamente sotto l'influenza della sua moglie morganatica, Madame de Maintenon, verso temi più religiosi e meditativi. Fece rimuovere tutti i dipinti dalle sue stanze private e li rimpiazzò con un unico dipinto, San Sebastiano medicato da Sant'Irene (c. 1649) di Georges de La Tour.

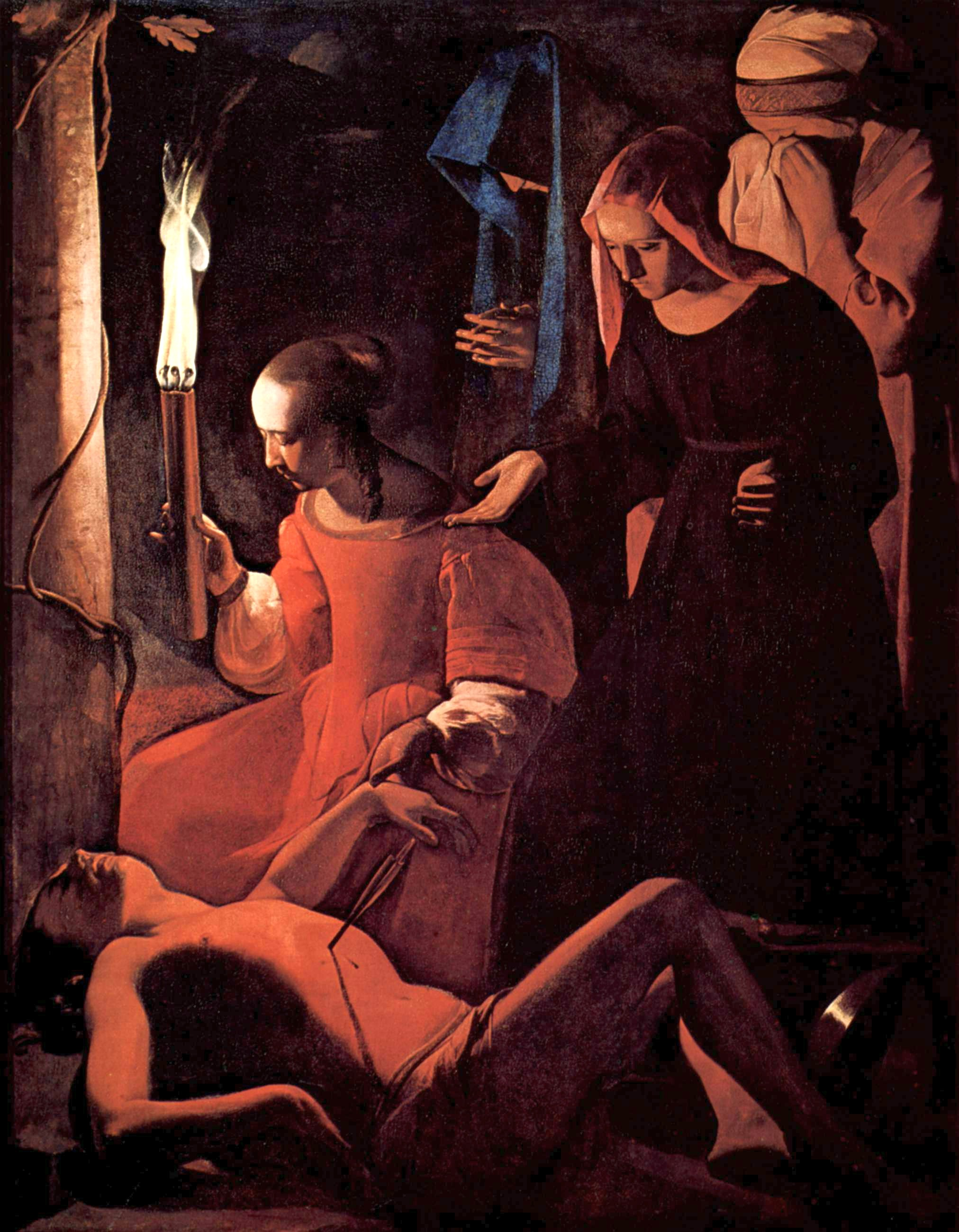
San Sebastiano medicato da Sant'Irene di Georges de La Tour (1649)
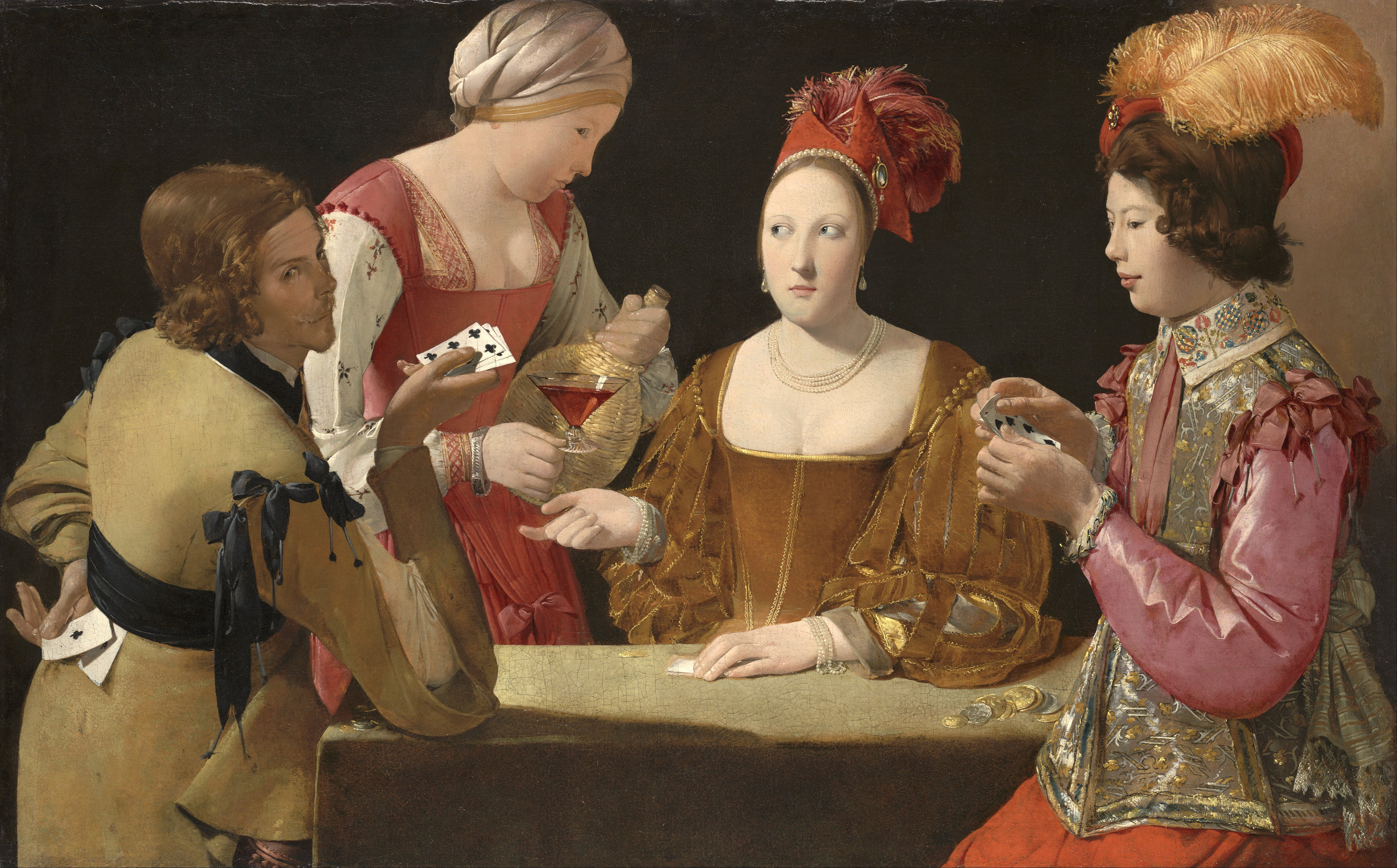
"Il trucco dell'asso di coppe" di Georges de La Tour (fine degli anni '20 del Seicento)
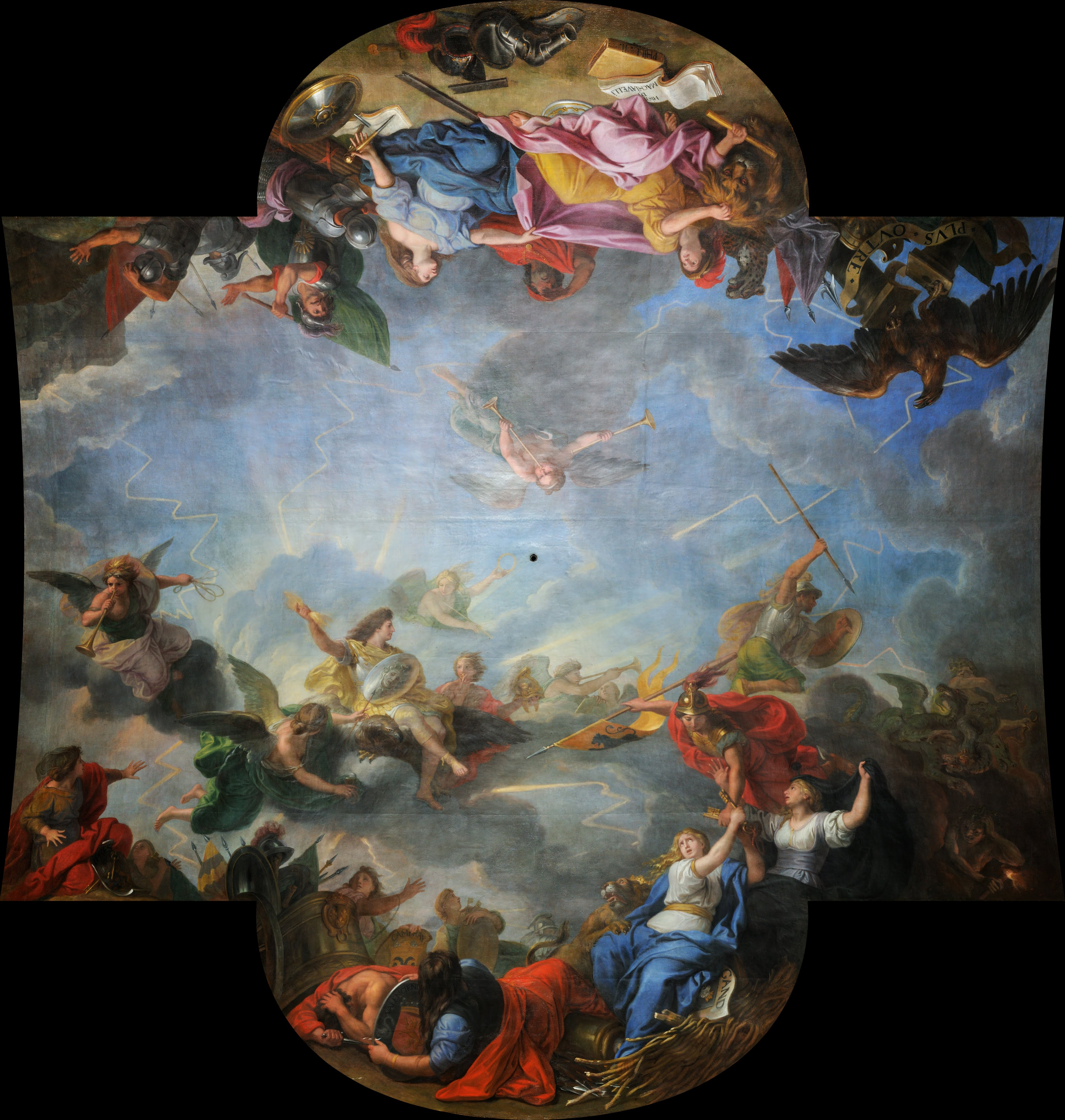
Parte del soffitto della Galleria degli Specchi di Versailles che rappresenta la cattura della fortezza di Gand da parte di Luigi XIV; dipinto di Charles Le Brun (1678)
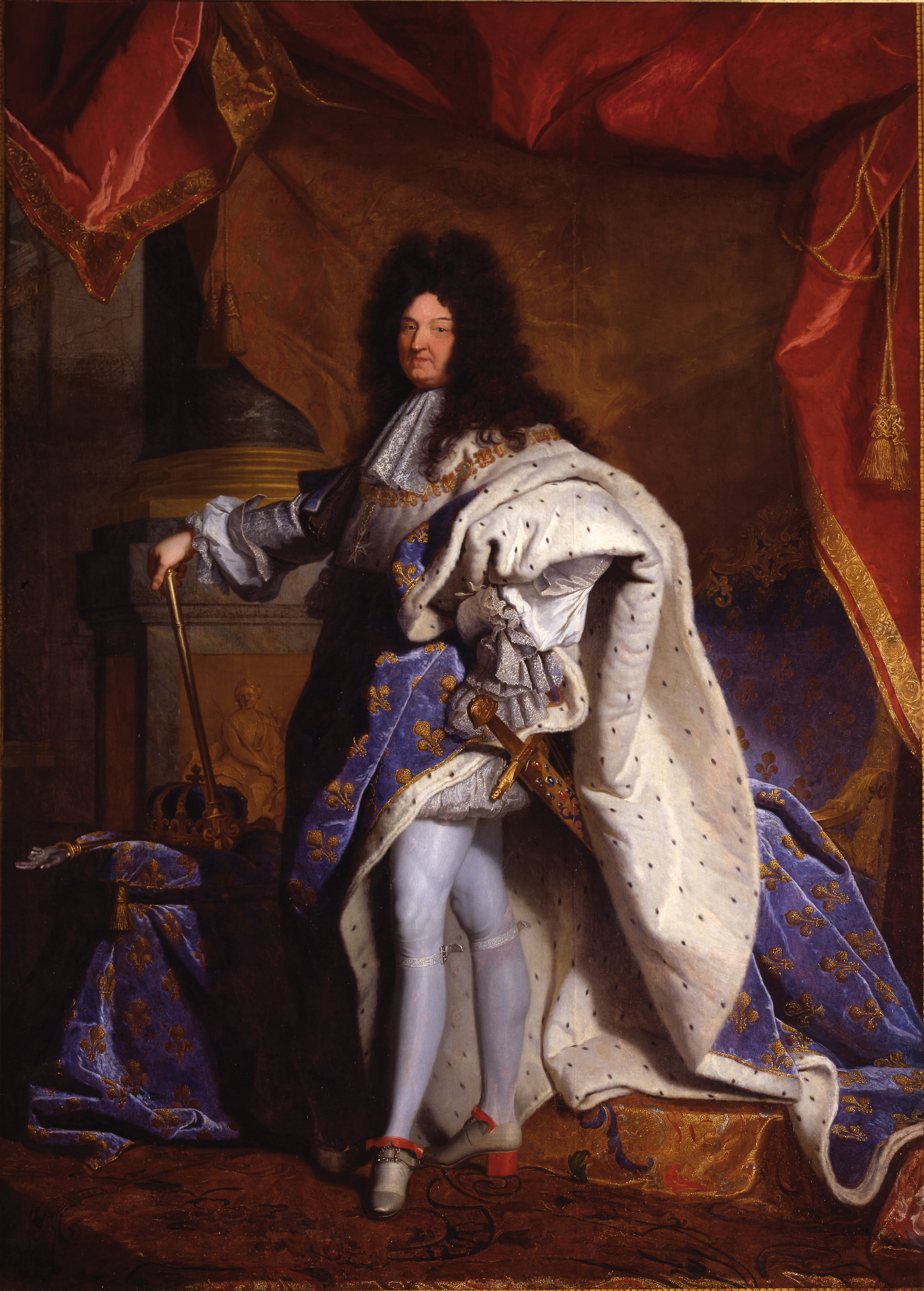
Ritratto di Luigi XIV di Hyacinthe Rigaud, (1701)

## Sculture
Lo scultore più influente di questo periodo fu l'italiano Gian Lorenzo Bernini, la cui opera a Roma ispirò scultori in tutta Europa. Questi si portò in Francia; la sua proposta per una nuova facciata del Louvre venne rifiutata dal re, che voleva un progetto più francese nello stile, ma Bernini ottenne comunque la commissione di un busto di Luigi XIV nel 1665 che venne largamente ammirato ed imitato in Francia.
Uno dei più noti scultori sotto Luigi XIV fu Antoine Coysevox (1640–1720) di Lione. Questi studiò scultura con Louis Lerambert e copiò diversi marmi antichi romani, inclusa la Venere de' Medici. Nel 1676, il suo busto di Charles Le Brun gli valse l'ammissione all'Accademia Reale di Pittura e Scultura. Si dedicò ben presto alla produzione di grandi complessi di sculture per Luigi XIV; realizzò un Carlo Magno per la cappella reale a Les Invalides e quindi un gran numero di statue per il parco della reggia di Versailles e per il castello di Marly. Progettò per primo delle statue da esterni con stucco resistente alle intemperie, rimpiazzandole poi con statue in vero marmo una volta che i suoi lavori furono finiti nel 1705. La sua scultura di un Nettuno per Marly si trova oggi al Louvre, e le sue statue di Pan e di Flora e delle driadi si trovano nei giardini delle Tuileries. La sua statua La fama del re cavalca Pegaso venne originariamente pensata per il castello di Marly. Dopo la Rivoluzione questa venne spostata ai giardini delle Tuileries, e oggi si trova al Louvre. Realizzò inoltre una serie di sculture a ritratto per i principali uomini di stato del governo di Luigi XIV; un ritratto del re per Versailles, Colbert per la sua tomba presso la chiesa di Saint-Eustache, del cardinale Mazzarino per il Collège des Quatre-Nations (attuale Institut de France) di Parigi, dell'autore Jean Racine, dell'architetto Vauban e dell'architetto di giardini André Le Nôtre.
Jacques Sarazin fu un altro degli scultori più noti che lavorarono per Luigi XIV. Questi realizzò diverse statue e decorazioni per la reggia di Versailles oltre alle cariatidi della facciata esterna del Pavilion du Horloge per il Louvre, proprio di fronte alla Cour Carré, basandosi su modelli greci e sull'opera di Michelangelo.
Un altro scultore di pregio di stile Luigi XIV fu Pierre Paul Puget (1620–1694), il quale si dilettò anche in pittura, ingegneria ed architettura. Nato a Marsiglia, era specializzato in ornamenti per navi in costruzione. Viaggiò in Italia dove lavorò come apprendista ai soffitti di Palazzo Barberini a Roma ed a Palazzo Pitti a Firenze. Tornò in Francia e continuò la sua professione autonomamente. Realizzò delle cariatidi per il municipio di Tolone nel 1665–67 e venne quindi impiegato da Nicolas Fouquet per realizzare la statua di Ercole che si trova al castello di Vaux-le-Vicomte. Continuò a vivere nel sud della Francia realizzando statue raffiguranti Milo di Crotone, Perseo e Andromeda (oggi al Louvre).

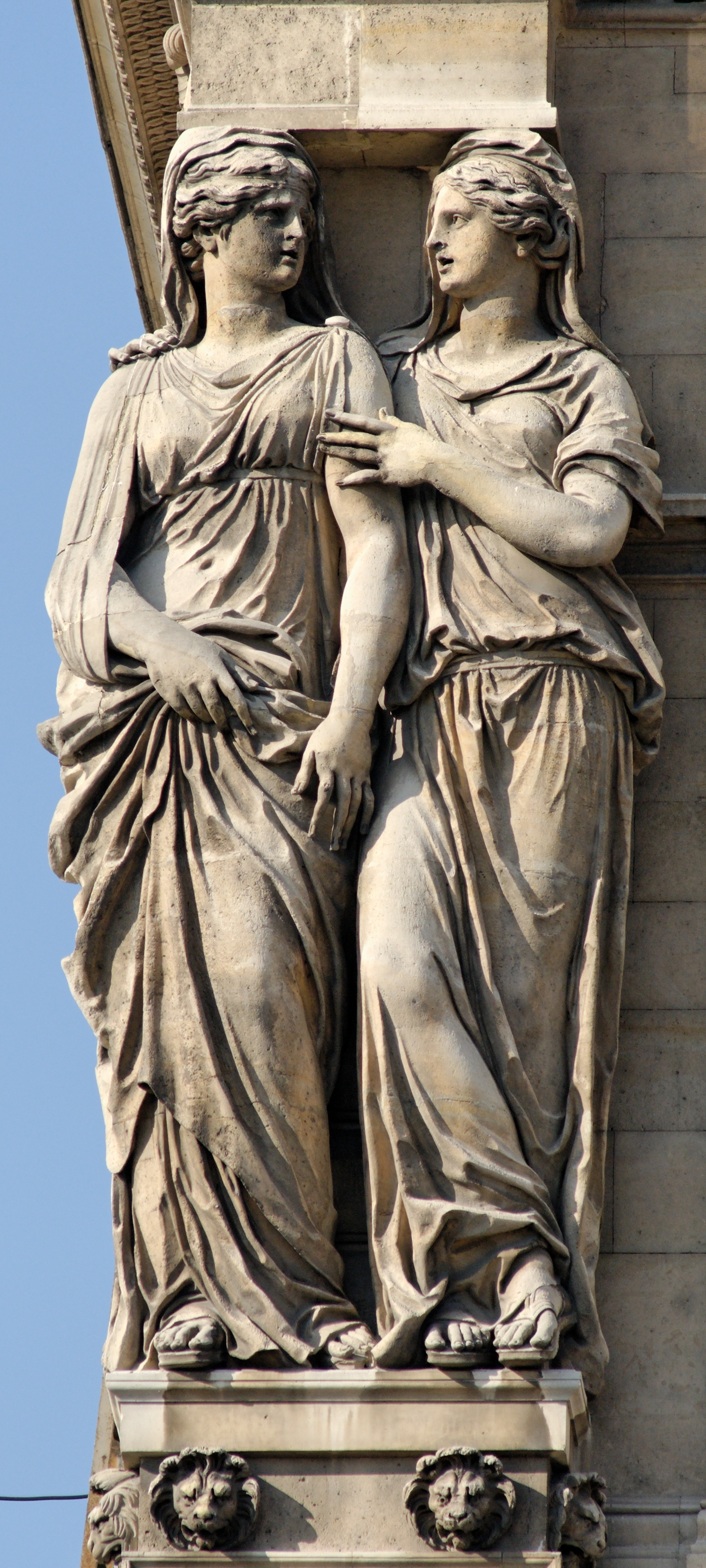
Cariatidi del Louvre realizzate da Jacques Sarazin
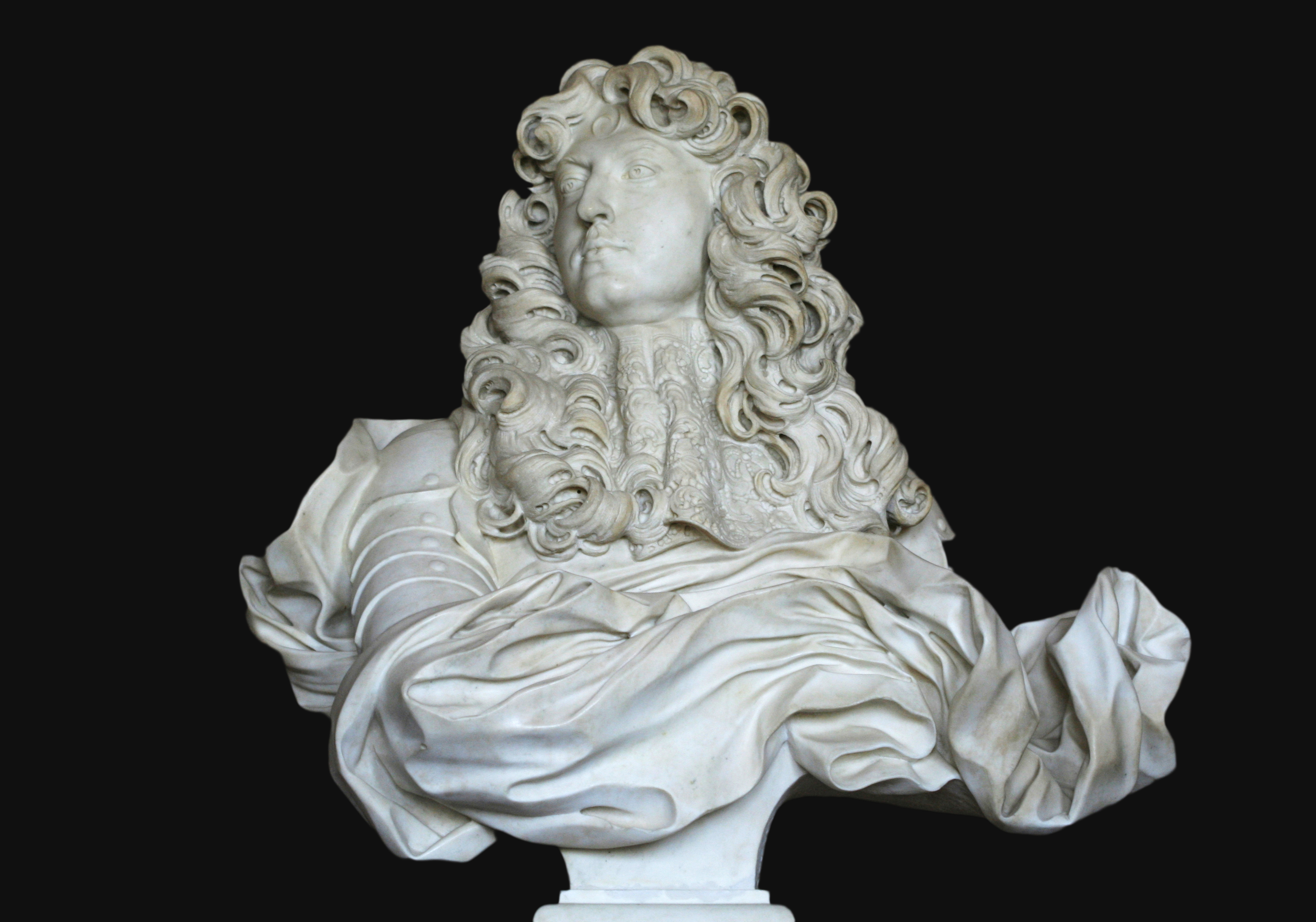
Busto di Luigi XIV del Bernini (1665), oggi alla reggia di Versailles
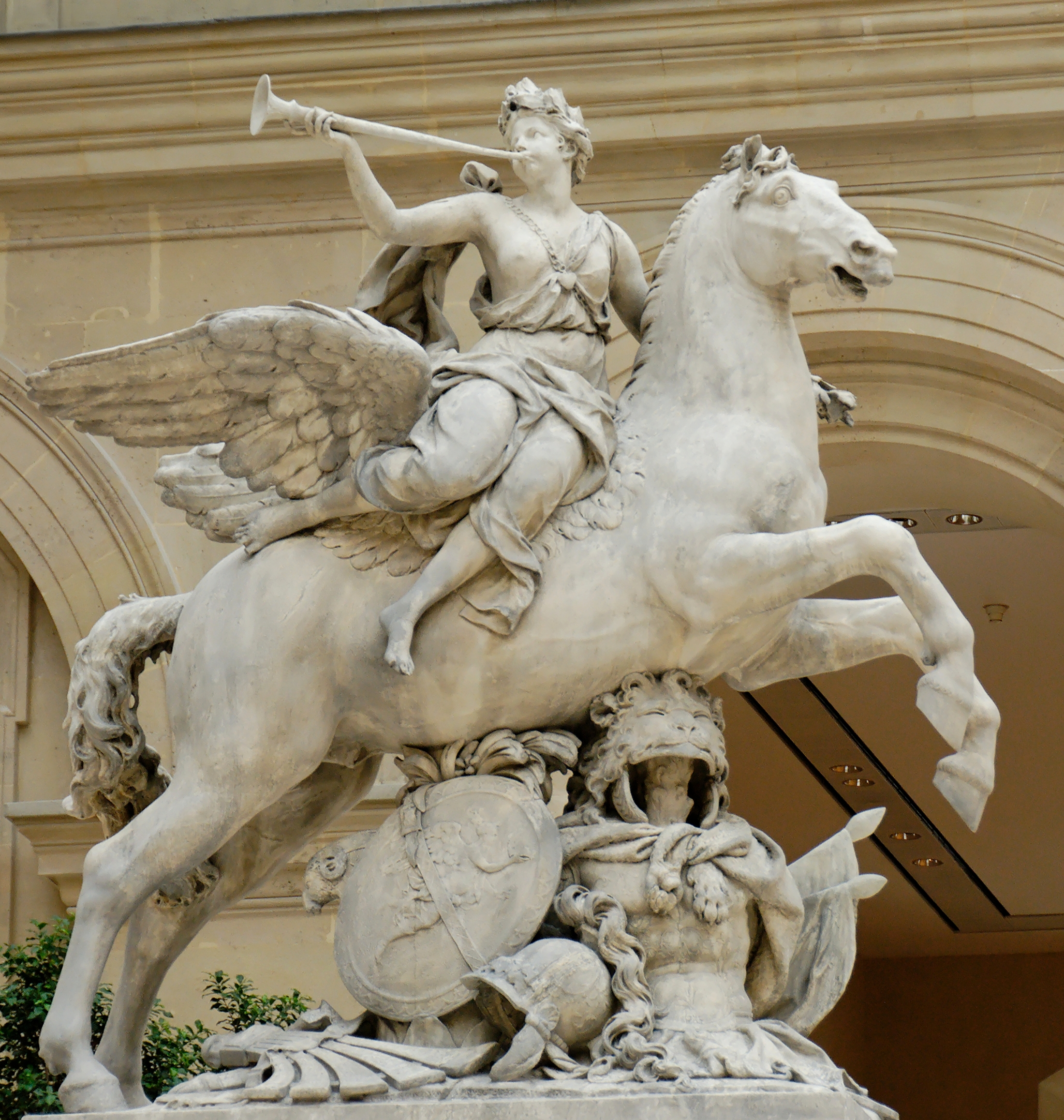
La fama del re cavalca Pegaso, di Antoine Coysevox, realizzata per Marly, oggi al Louvre. (1702)
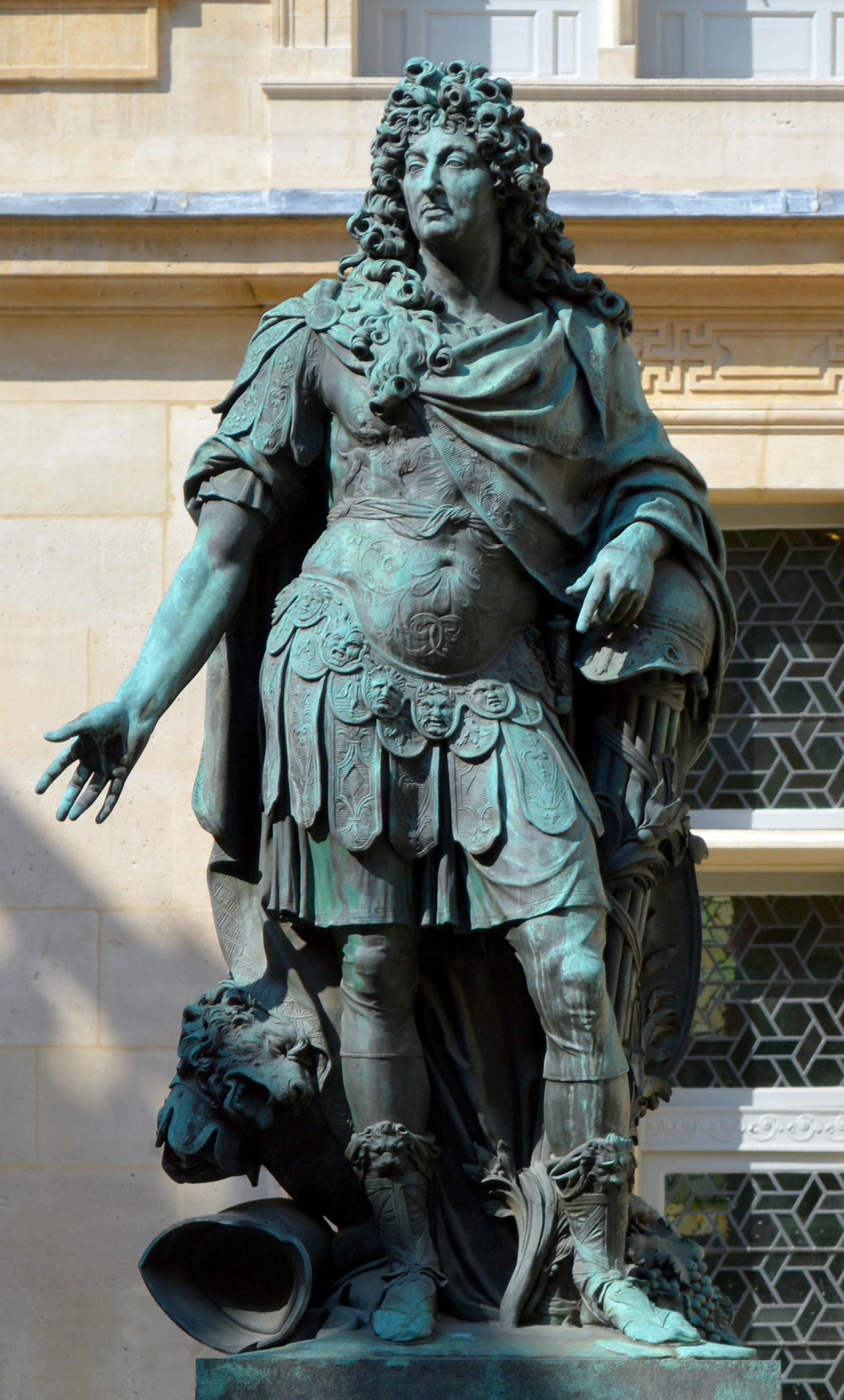
Luigi XIV di Coysevox, oggi al Musée Carnavalet
Jean-Baptiste Colbert di Antoine Coysevox
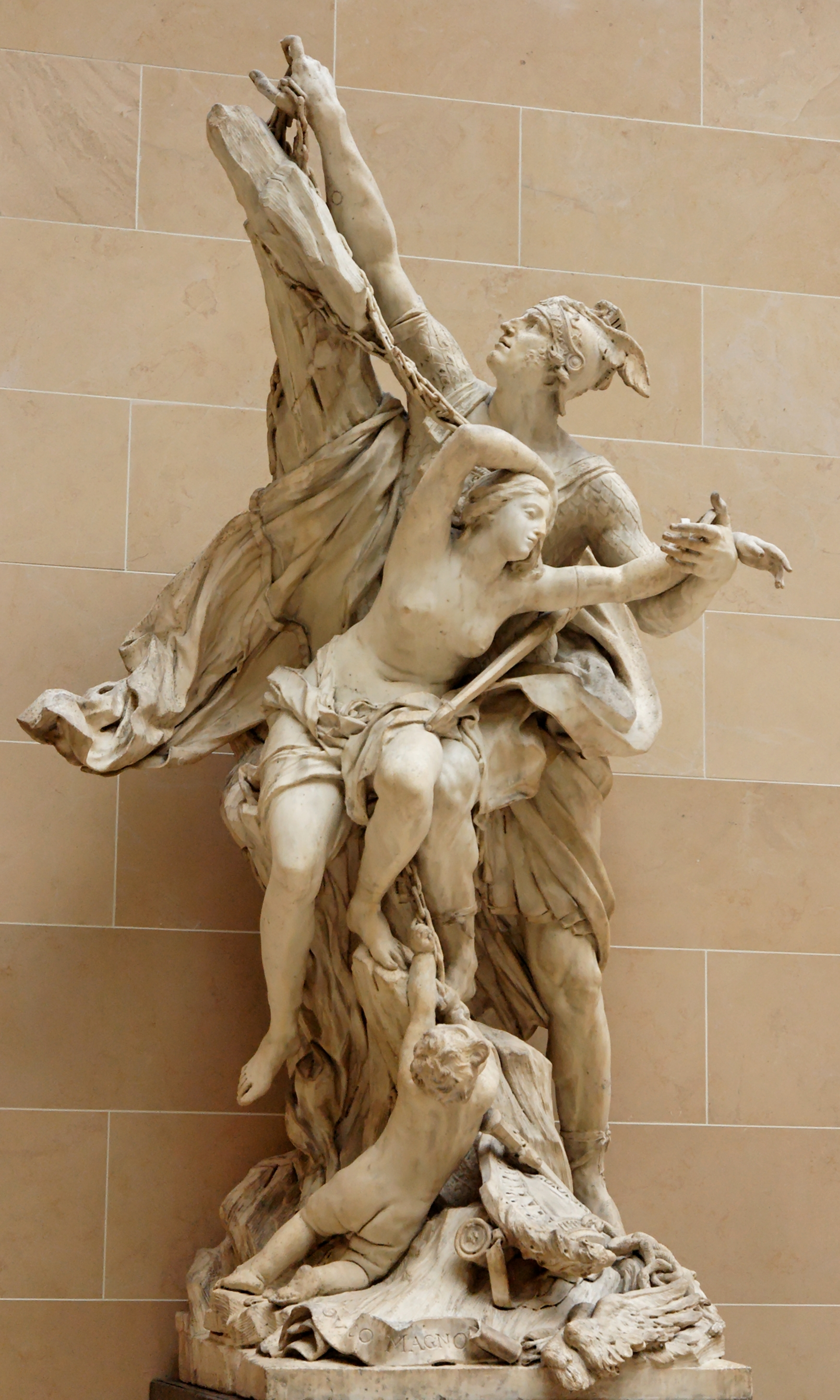
Perseo e Andromeda di Pierre Puget (Louvre)

## Arazzi
Nel 1662 Jean-Baptiste Colbert acquistò un laboratorio di arazzi e tappezzeria da una famiglia di artigiani fiamminghi e lo trasformò in un vero e proprio laboratorio reale per la manifattura e la fornitura di arazzi, col nome di manifattura Gobelins. Colbert affidò la direzione della fabbrica al pittore di corte Charles Le Brun, che ne rimase a capo dal 1663 al 1690. Il laboratorio si relazionò coi principali pittori a corte che produssero i disegni per le varie realizzazioni. Dopo il 1697 l'impresa venne riorganizzata e dedicata integralmente alla produzione di arazzi per il re.
I temi e gli stili di questi arazzi erano simili ad altri nel periodo, ma tendevano a celebrare la maestà del re e a riportare scene trionfanti di vittorie militari, scorci mitologici e pastorali. Se in un primo momento il laboratorio lavorò essenzialmente per il re e per l'aristocrazia francese, successivamente iniziò ad esportare le proprie opere anche nelle altre corti d'Europa.
La manifattura reale di Gobelins dovette competere con altre due imprese private, la manifattura di Beauvais e la manifattura di Aubusson, che pure producevano lavori simili ma a basso costo, con quindi minore qualità. Jean Bérain il Vecchio, disegnatore per conto del re, creò una serie di tappeti a grottesca per la manifattura di Aubusson.

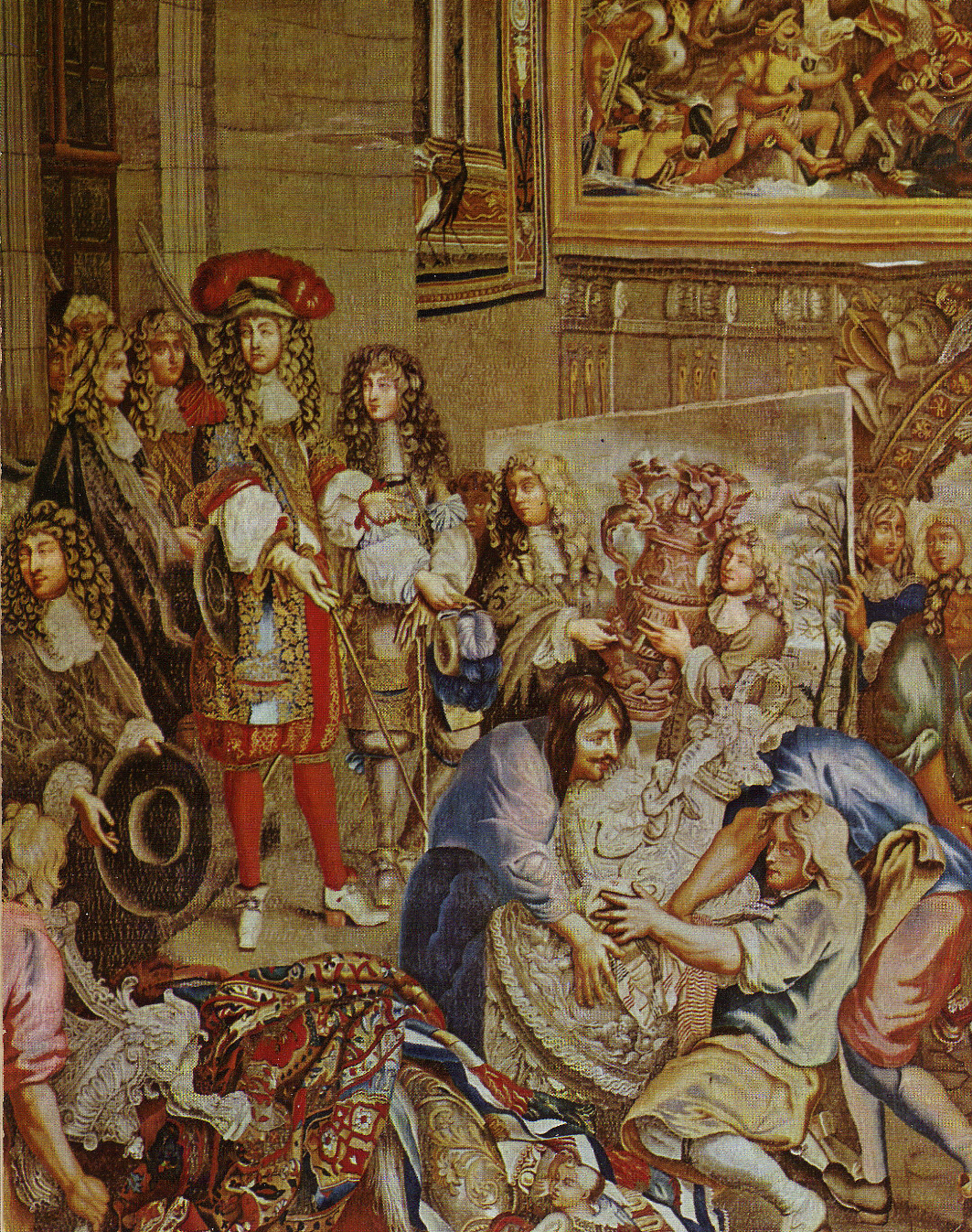
Luigi XIV visita le manifatture Gobelins con Colbert, disegno di Charles Le Brun (1667-1672)
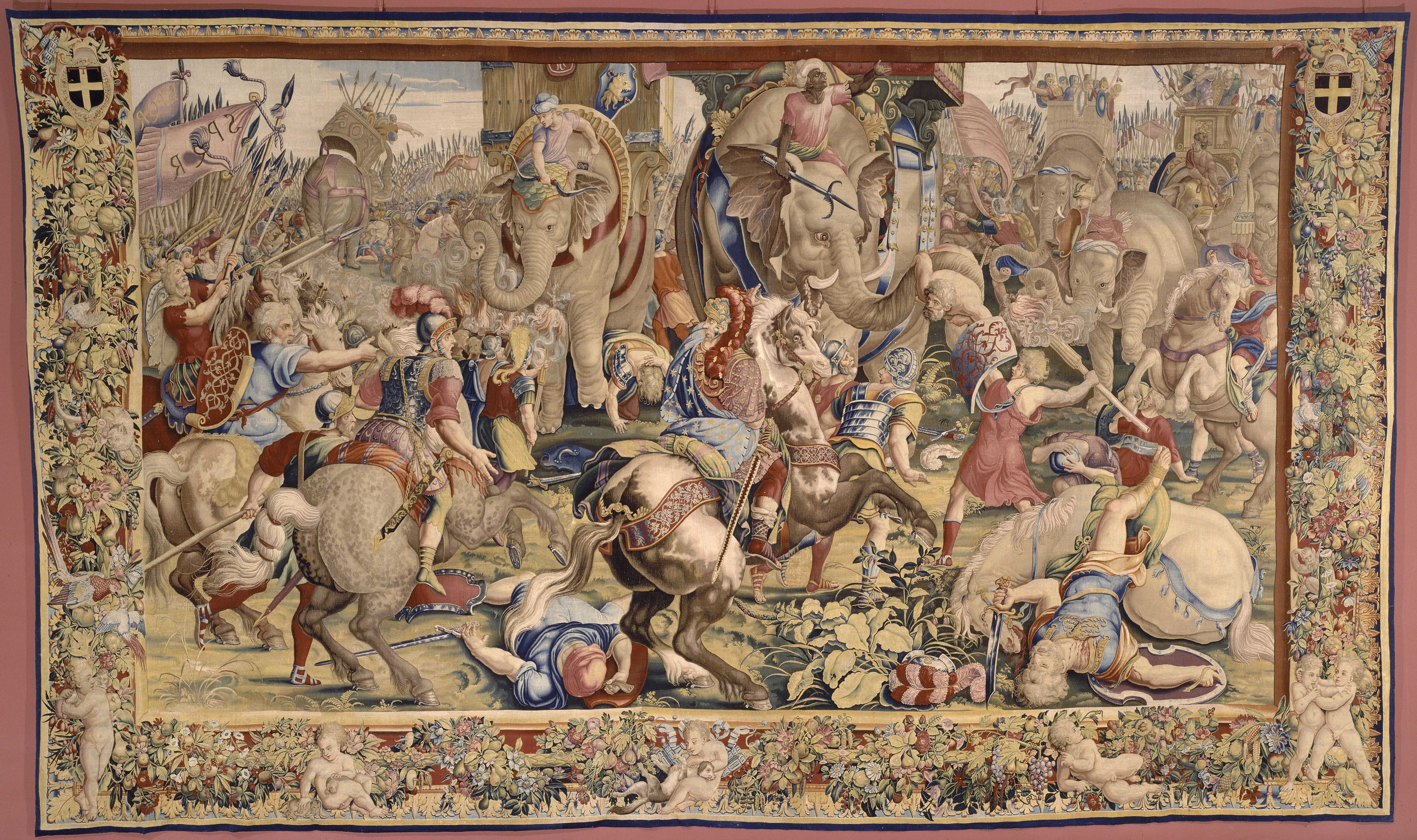
La battaglia di Zama, manifattura Gobelins da un dipinto di Giulio Romano, (1688–1690). Museo del Louvre.
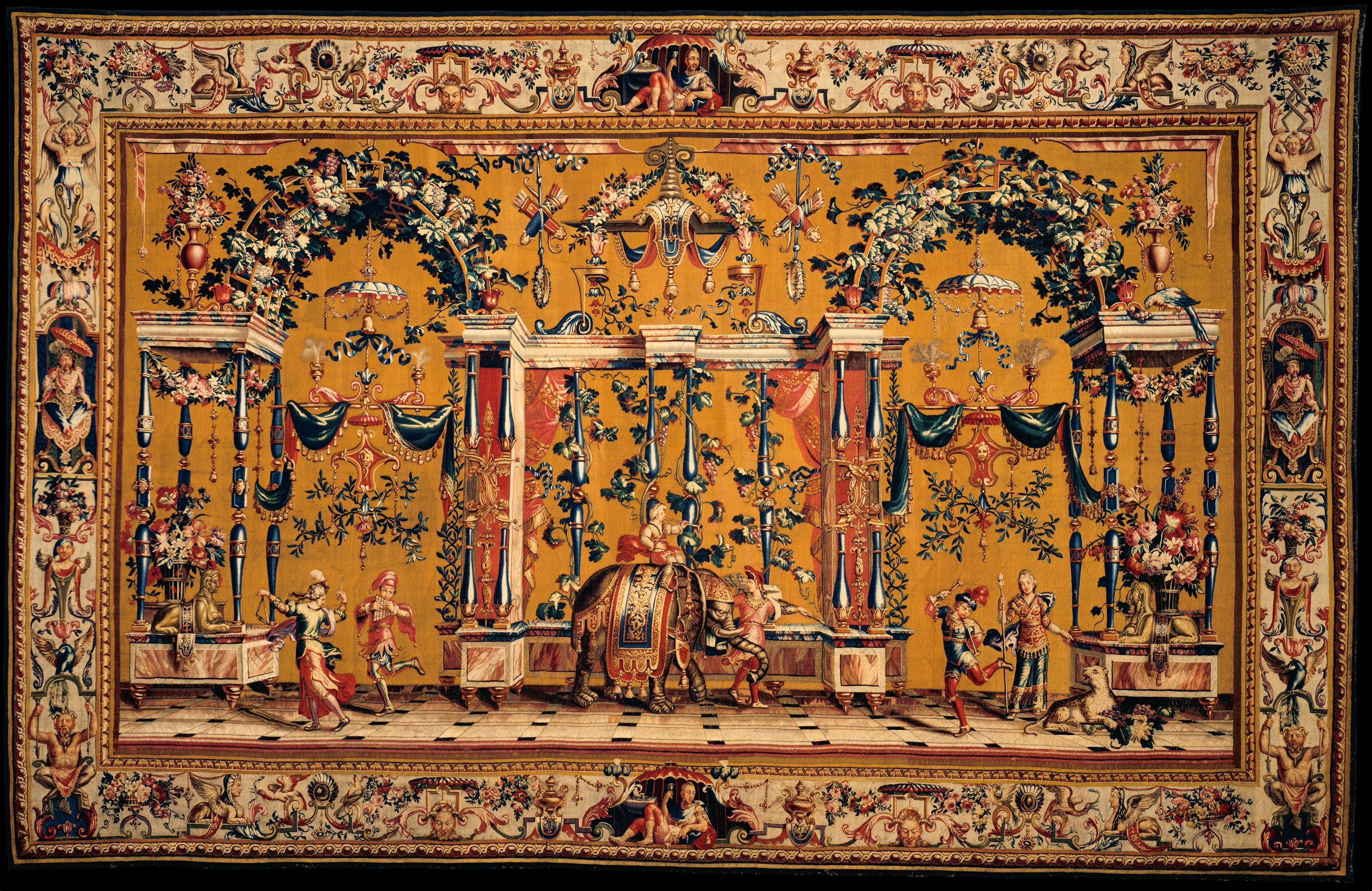
Una delle cinque "Grotesques" di Jean Bérain dalla manifattura di Beauvais (c. 1690–1711)
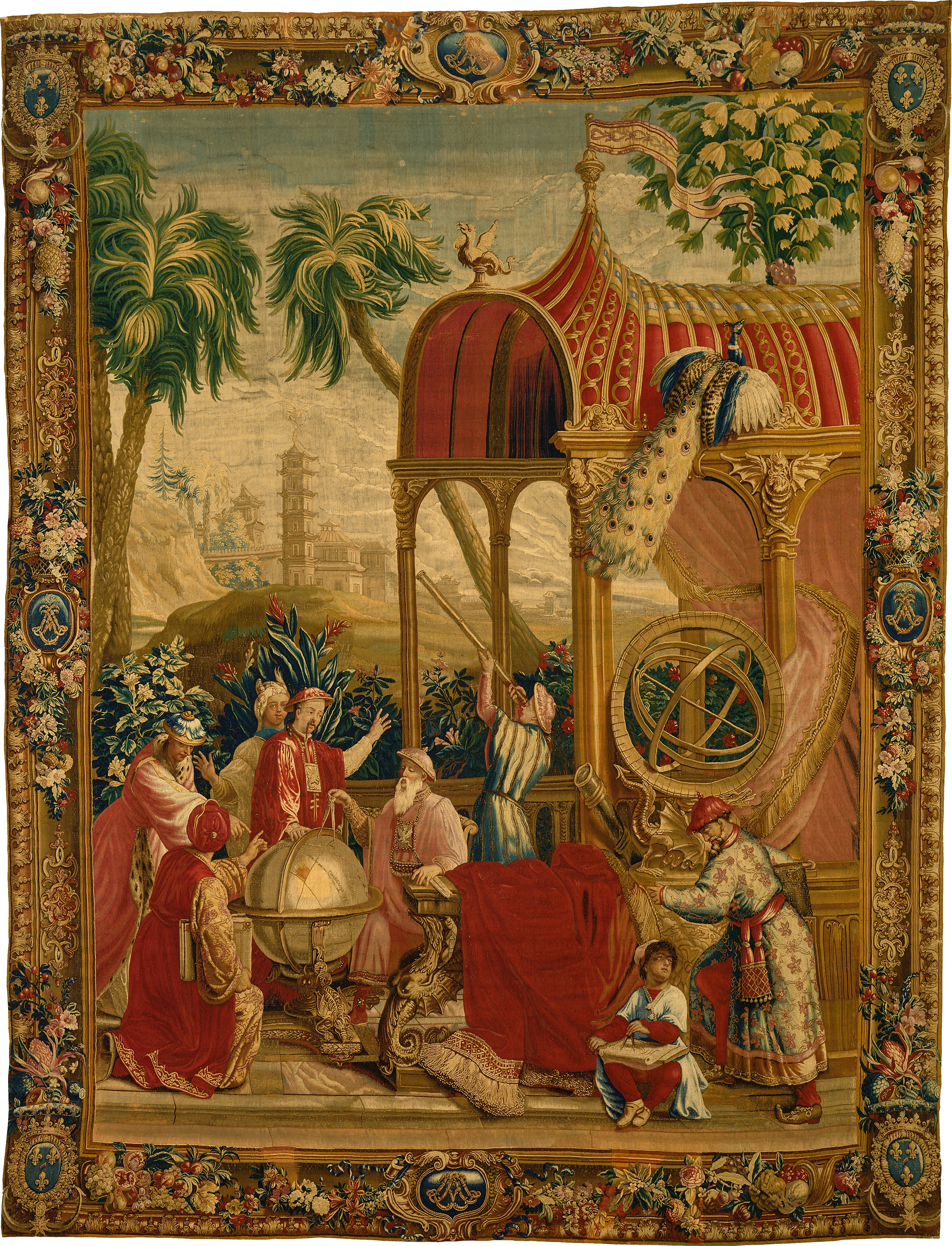
Manifattura di Aubusson che celebra la missione dei gesuiti in Cina (1697–1705)

## Disegno e spettacolo
Nei primi anni di regno di Luigi XIV, la più importante tra le cerimonie pubbliche era il carosello, una serie di esercizi e giochi a cavallo che servivano da momento di intrattenimento. Questi eventi erano progettati appositamente per sostituire i tornei medievali che erano stati banditi in tutta la Francia nel 1559 dopo che re Enrico II era rimasto ucciso in un incidente durante una di queste giostre. Nella nuova versione dei giochi, meno pericolosa, i cavalieri passavano la loro lancia in un anello o dovevano colpire manichini che rappresentavano Medusa o un moro o un turco. Un grande carosello si tenne il 5 e 6 giugno 1662 per celebrare la nascita del Delfino, il primogenito di Luigi XIV, e si tenne nella piazza che separava il Louvre dal palazzo delle Tuileries che da allora prese appunto il nome di Place du Carrousel.
L'entrata cerimoniale del re a Parigi divenne anch'essa un'occasione per fare festa. Il ritorno di Luigi XIV e della regina Maria Teresa a Parigi dopo la sua incoronazione nel 1660 venne celebrato con un grande evento e una fiera ai cancelli della città e il posizionamento di monumentali troni per l'augusta coppia. Dopo la cerimonia il sito divenne noto come Place du Trône sino a quando non prese il nome di Place de la Nation nel 1880.
Uno degli uffici alla corte di Luigi XIV era chiamato Menus-Plaisirs du Roi ed il suo responsabile era la persona deputata alla decorazione di cerimonie e spettacoli per il sovrano, inclusi balli in maschera, balletti, illuminazioni, fuochi d'artificio, performances di teatro e altri intrattenimenti. L'incarico venne detenuto dal 1674 al 1711 da Jean Bérain il Vecchio (1640-1711). Questi era anche disegnatore per conto del re ed ebbe un'enorme influenza su quello che divenne noto come stile Luigi XIV; il suo studio era collocato nella Grande Galleria al Louvre, assieme a quello del mobiliere reale André-Charles Boulle. Egli in particolare divenne noto per l'introduzione di una versione modificata della "grottesca" come ornamento, originariamente creata in Italia da Raffaello Sanzio nel Cinquecento come decorazione per interni. Bérain sfruttò la grottesca invece anche per decorazioni di pannelli da muro e anche per tappezzerie che vennero affidate ai laboratori di Aubusson. Venne coinvolto anche nella progettazione delle decorazioni per la nave da guerra Soleil Royal (1670) che dal Re Sole traeva il proprio nome.
Oltre a decorazioni d'interni, disegnò anche costumi e scene per i teatri reali, inclusi quelli per l'opera Amadis di Jean-Baptiste Lully che si tenne al Theater of the Palais Royal (1684) e per il balletto Les Saisons del successore di Lully, Pascal Colasse, nel 1695.

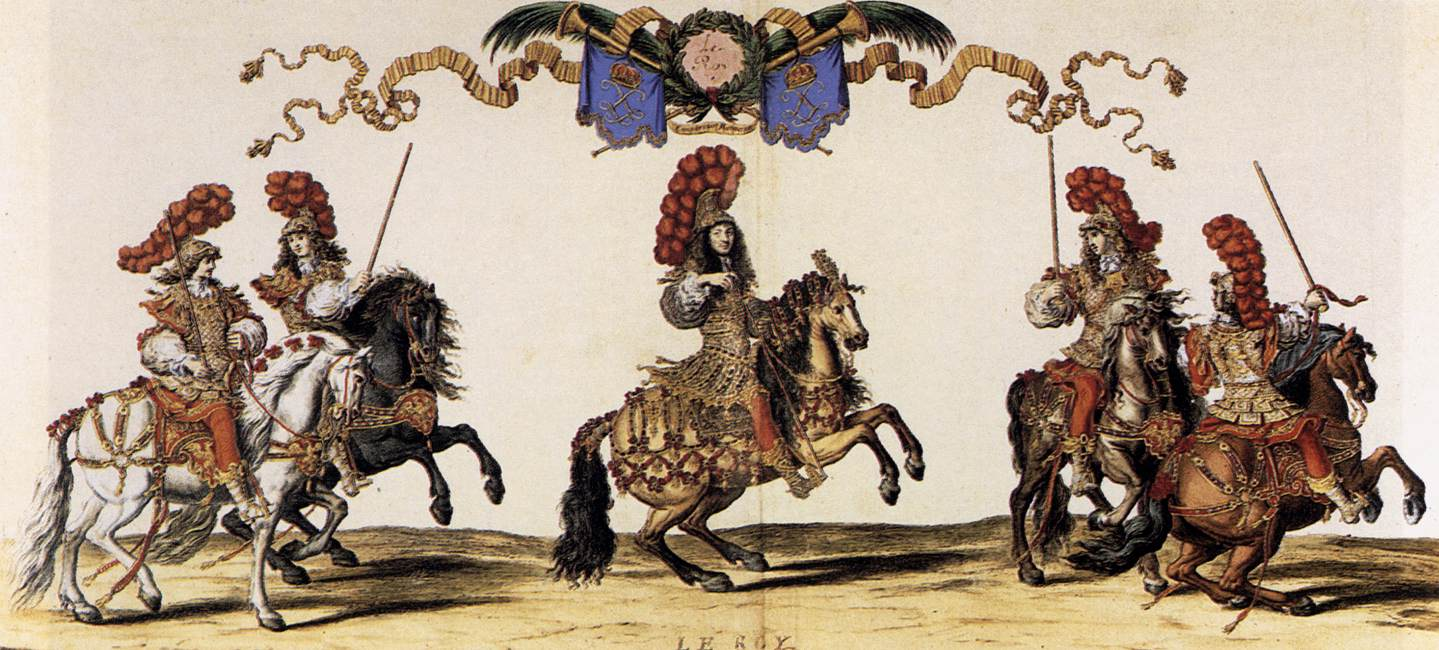
Luigi XIV al Grand Carousel del 1662
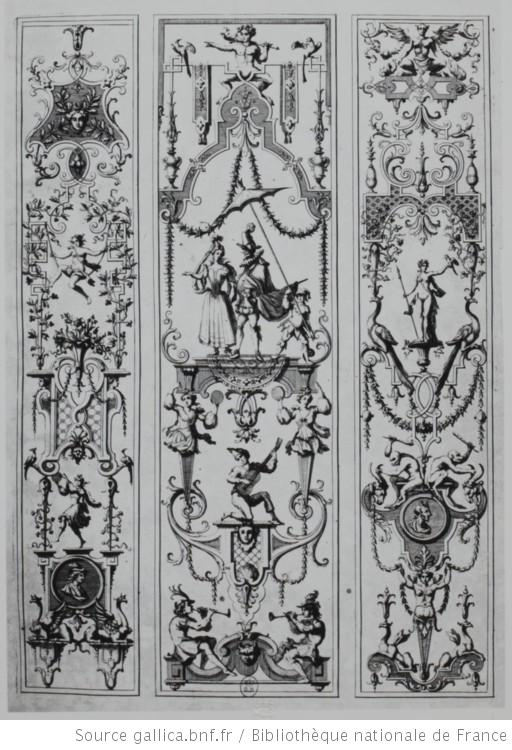
Disegni ad arabesco di Jean Bérain il Vecchio
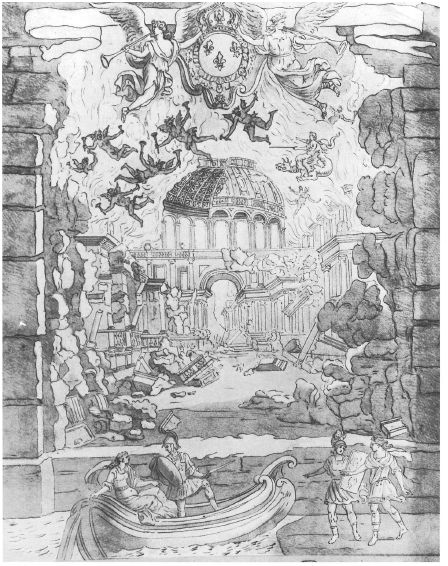
Set di disegni di Bérain per l'opera Amadis di Jean-Baptiste Lully (1684)
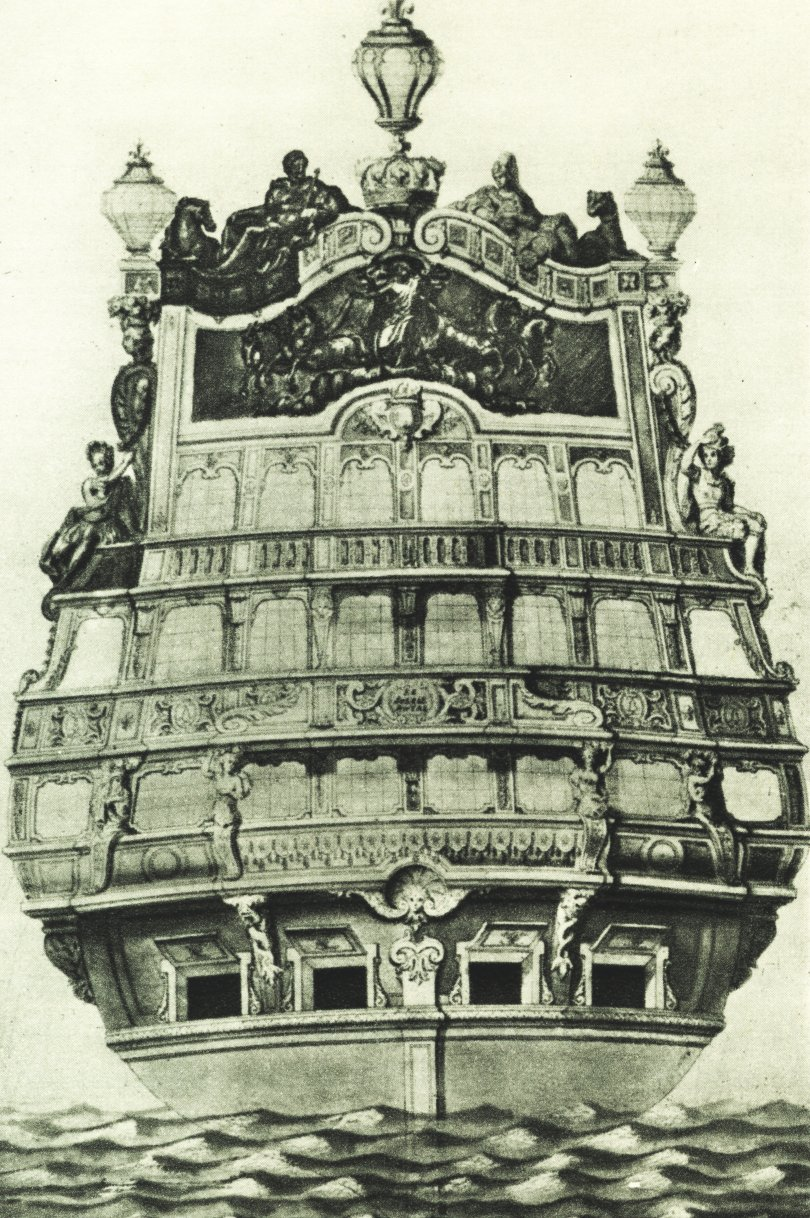
Disegni di Bérain per la nave da guerra Soleil Royal in onore di Luigi XIV (1670)

## Il giardino "alla francese"
Una delle forme più popolari nelle quali si espresse lo stile Luigi XIV fu il jardin à la française o giardino alla francese, basato sulla simmetria e sul principio di un ordine imposto sulla natura. Il più famoso esempio di questo genere sono i giardini di Versailles disegnati da André Le Nôtre, che ispirarono altri parchi reali in tutta Europa. Il primo giardino à la française creato fu per il castello di Vaux-le-Vicomte, creato per Nicolas Fouquet, il sovrintendente delle finanze di Luigi XIV, all'inizio del 1656. Fouquet diede commissione a Louis Le Vau di disegnare il castello, a Charles Le Brun le statue per il giardino e ad André Le Nôtre di creare i giardini. Per la prima volta un castello e il suo giardino si integravano perfettamente a livello stilistico. Una grande prospettiva di 1500 metri si apre tra il castello e la statua dell'Ercole Farnese sullo sfondo del giardino; lo spazio in mezzo è riempito con parterres di cespugli sempreverdi con forme ornamentali, bordati di sabbia colorata e decorati ad intervalli regolari con statue, fontane, vasche e arbusti scolpiti. "La simmetria raggiunta a Vaux ha toccato un tale punto di perfezione e unità rari da eguagliare nel disegno di giardini classici. Il castello è al centro di un'organizzazione spaziale che simboleggia il potere e il successo."
I giardini di Versailles, creati da André Le Nôtre tra il 1662 e il 1700, sono il maggior successo per quanto riguarda il giardino "alla francese". Questi furono tra i giardini più grandi d'Europa, disposti su un'area di 15.000 ettari, disposti lungo l'asse est-ovest a seguire il corso del sole: il sole sorge dalla Corte d'Onore, attraversa la Cour de Marble, passa attraverso il castello ed il letto del re e si avvia fino al termine del Grand Canal riflettendosi negli specchi della Galleria degli Specchi. In contrasto con le grandi prospettive, il giardino era stato concepito per stupire: fontane, piccoli giardini con statue, aiuole, spazi intimi e più a scala d'uomo. Il simbolo centrale del giardino era il sole, uno degli emblemi favoriti da Luigi XIV, illustrato dalla statua di Apollo nella fontana centrale del giardino. "[Attraverso di essa] il re domina la natura, ricreando nel giardino non solo il dominio dei suoi territori, ma anche il suo potere sulla corte e sui suoi sudditi."

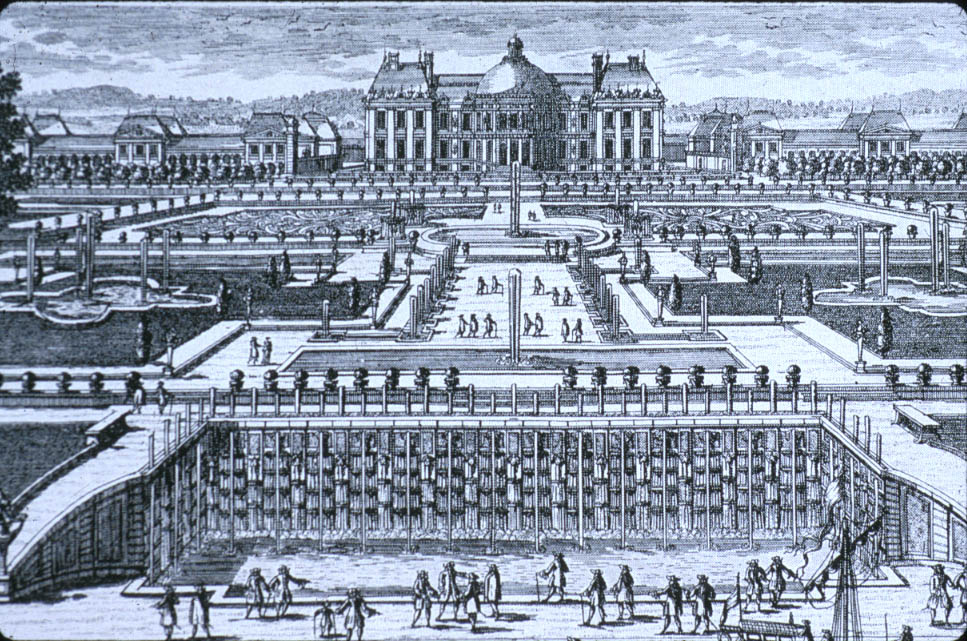
Incisione del XVII secolo dei giardini di Vaux-le-Vicomte
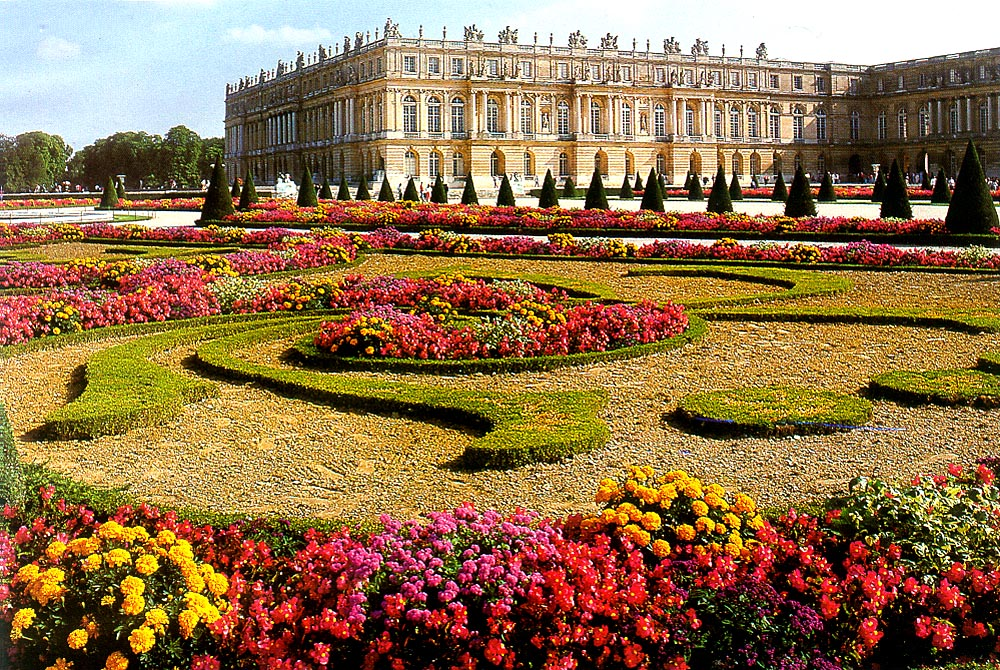
I giardini della reggia di Versailles
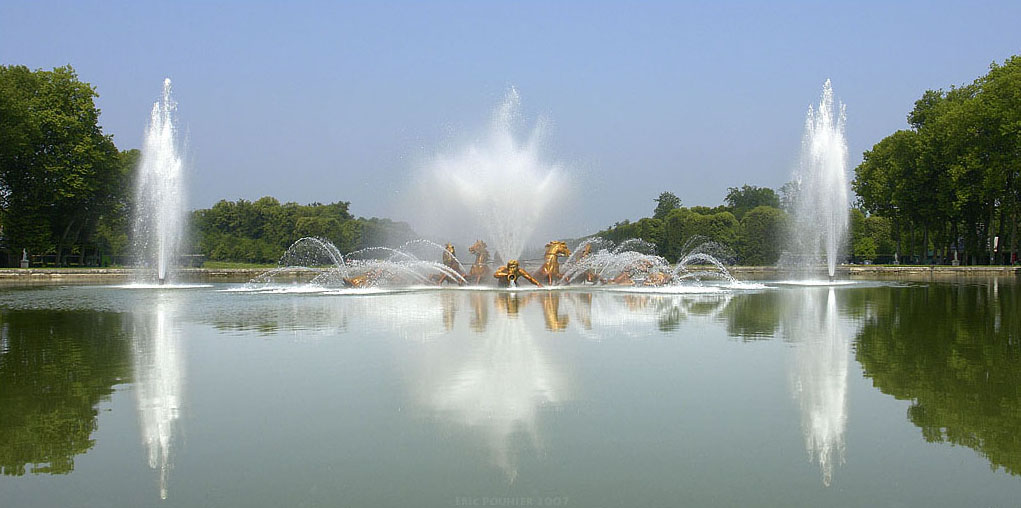
Il Bassin d'Apollon nei giardini di Versailles
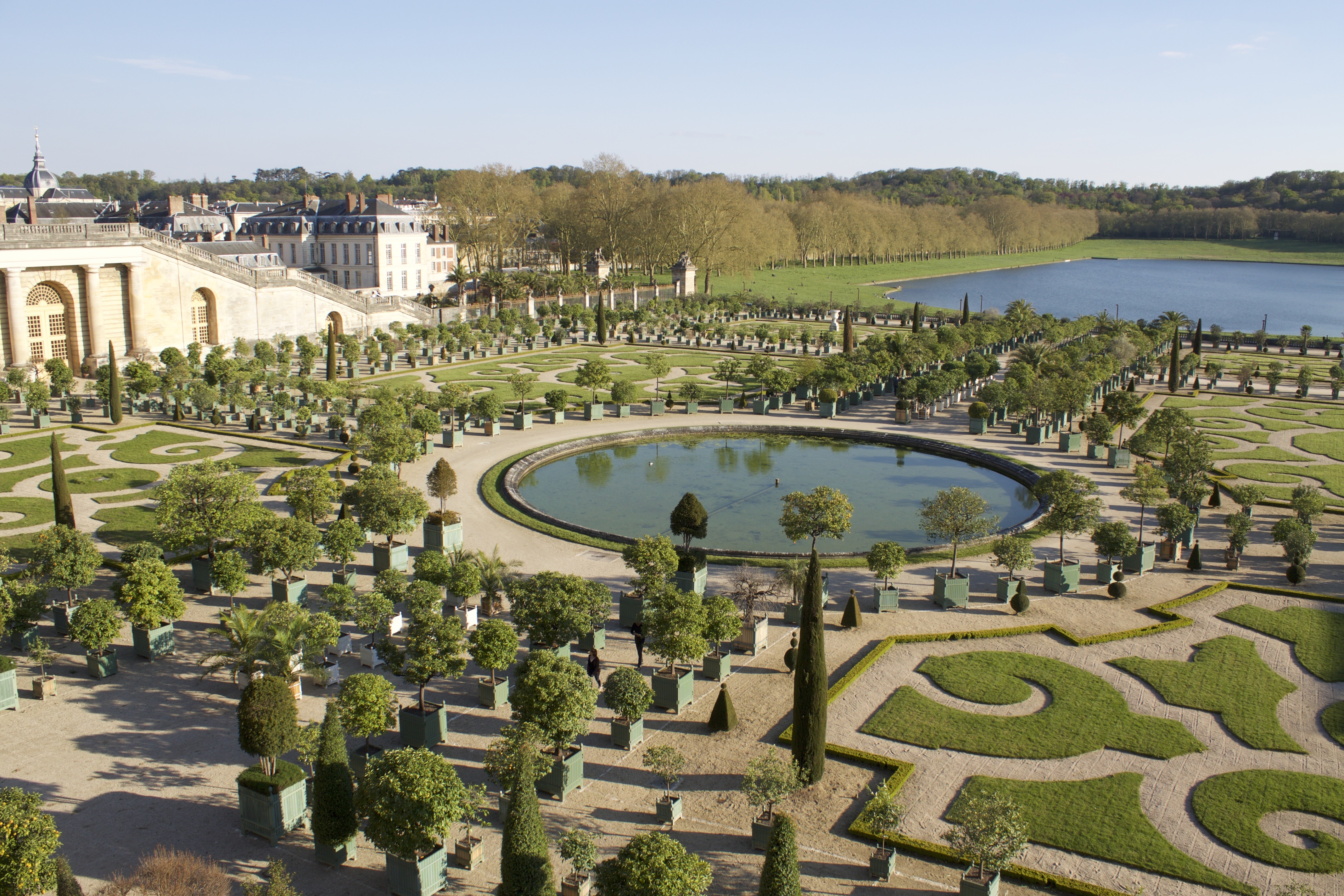
Parterres dell'orangerie di Versailles
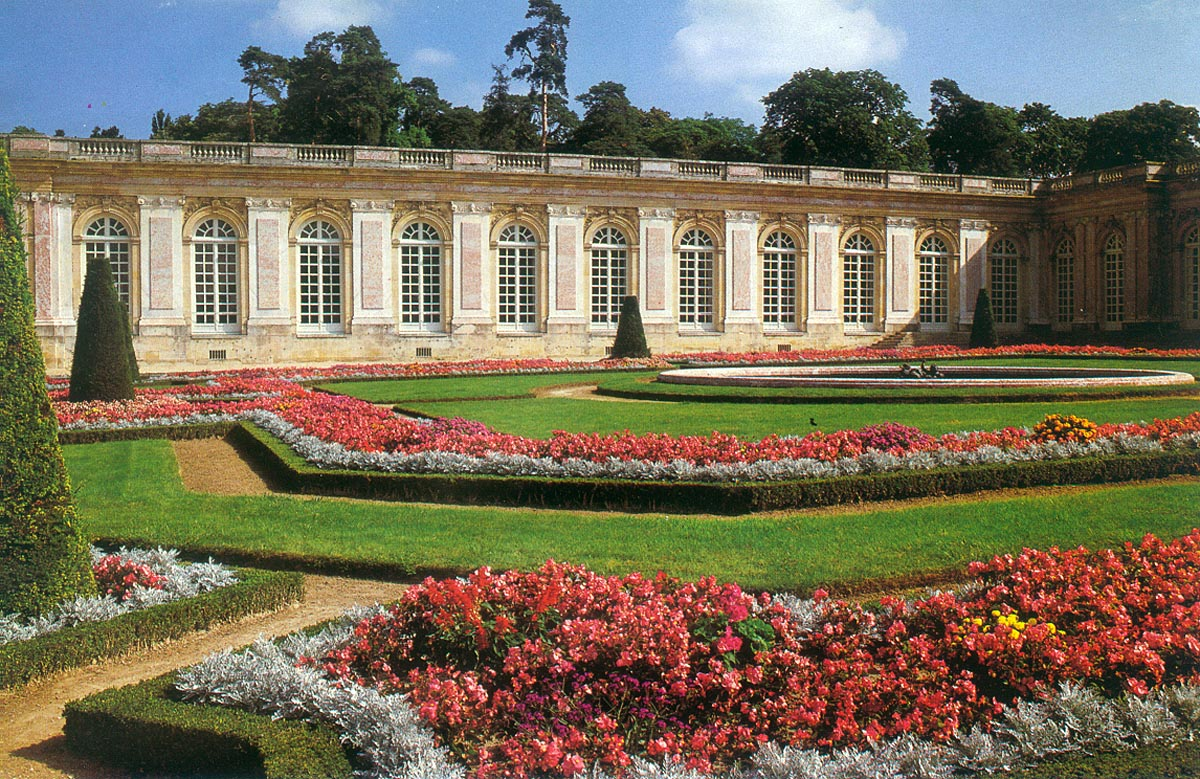
I giardini del Grand Trianon alla reggia di Versailles